# Nachtschattengewächse
Die Nachtschattengewächse (Solanaceae) sind eine Familie der Bedecktsamigen Pflanzen (Magnoliopsida). Zu ihr gehören etwa 90 bis 100 Gattungen, die Zahl der zugehörigen Arten wird mit etwa 2700 angegeben. Die größte Gattung innerhalb der Familie sind die Nachtschatten (Solanum), zu denen meist circa 1000 bis 2300 Arten gezählt werden. Innerhalb der Familie gibt es sowohl wichtige Nahrungspflanzen als auch Zierpflanzen; durch den Gehalt an Alkaloiden und Steroiden gelten sie auch als bedeutende Medizin-, Rausch- und Kultpflanzen. Charakteristische Merkmale sind vor allem die fünfzähligen Blüten mit verwachsenen Kelchblättern, teilweise verwachsenen Kronblättern, fünf Staubblättern und meist zwei miteinander verwachsenen Fruchtblättern. Die Früchte der Nachtschattengewächse sind meist Beeren oder Kapselfrüchte.

## Namensherkunft
Sowohl der deutsche als auch der wissenschaftliche Name der Familie leitet sich vom Namen der Gattung Nachtschatten (Solanum) ab. Die Zusätze -aceae bzw. -gewächse weisen auf den Familienstatus hin.
Der Name Nachtschatten leitet sich vom althochdeutschen nahtscato bzw. mittelhochdeutschen nahtschade ab. Für die Deutung des Namens gibt es mehrere Hypothesen. Zum einen könnten mit „nächtlicher Schatten“ die dunklen Beeren des Schwarzen Nachtschattens gemeint sein, andererseits ist auch die medizinische Wirkung der Pflanzen eine mögliche Herleitung. Otto Brunfels schreibt 1532 in seinem Contrafayt Kreüterbuch: „Diß kraut würt auch sonst gebraucht, wider die schäden die die hexen den leuten zufügen, und das uff mancherley weiße, noch gelegenheit des widerfarenden schadens, nicht on sonderliche supersticion und magia. Würt deßhalb in sonderheyt Nachtschatt genannt.“ Johann Christoph Adelung (1808) sieht den Ursprung des Namens in Verbindung mit den Kopfschmerzen (Schaden), welche die nachts stark duftenden Blüten der Pflanzen verursachen.
Der Name Solanum wurde durch Linné von anderen Autoren übernommen, die damalige Bedeutung umfasste unter anderem Tollkirsche (Atropa), Paprika (Capsicum), Stechapfel (Datura), Blasenkirschen (Physalis) und Nachtschatten (Solanum). Zum Teil wurden jedoch auch ganz andere Pflanzengruppen diesem Namen untergeordnet, beispielsweise Wunderblumen (Mirabilis), Einbeeren (Paris) und Kermesbeeren (Phytolacca). Die Herkunft des wissenschaftlichen Namens ist ebenso wie die des deutschen Namens nicht geklärt. Die Verbindung zum lateinischen sōl (Sonne), die von einigen Autoren genannt wird, ist laut Helmut Genaust nicht anzunehmen, wahrscheinlicher ist die Ableitung vom lateinischen sōlārī (trösten, lindern), was auf die medizinische Wirkung geringer Dosen von Nachtschattengewächsen hinweisen könnte.

## Beschreibung

### Habitus

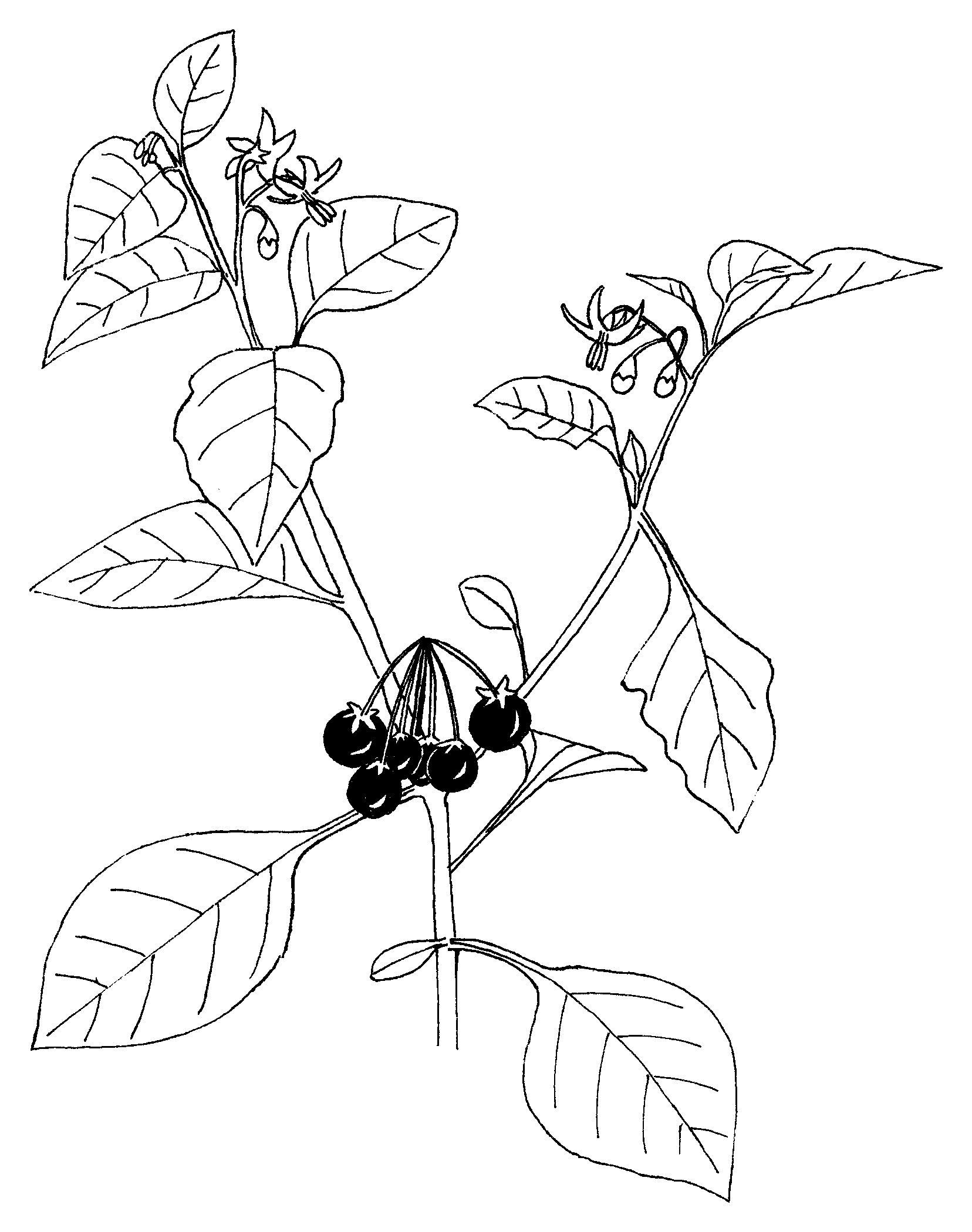
Zeichnung des Schwarzen Nachtschattens (Solanum nigrum)

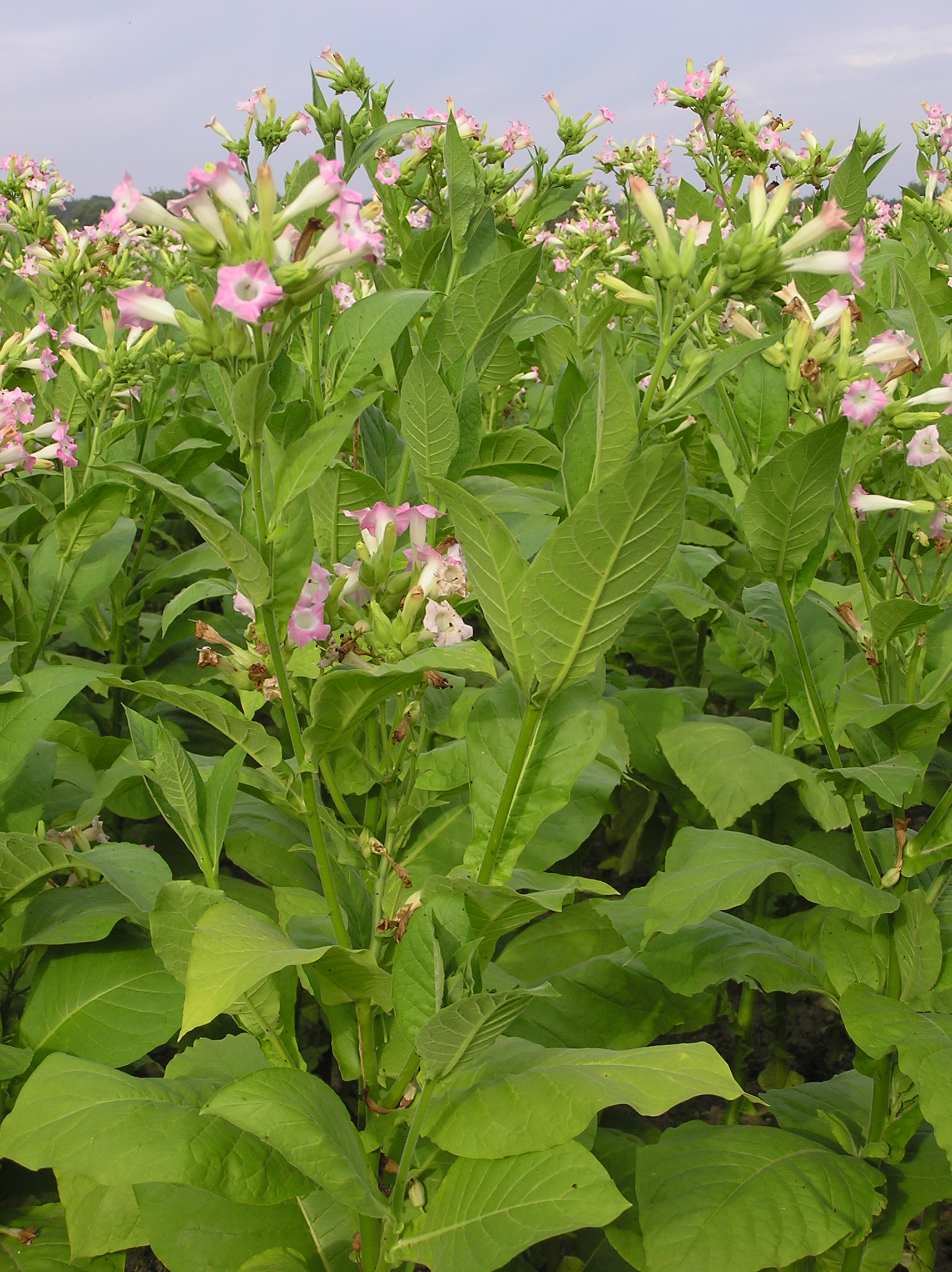
Pflanzen des Virginischen Tabaks (Nicotiana tabacum)

Nachtschattengewächse sind einjährige, zweijährige, mehrjährige oder ausdauernde Pflanzen, die sowohl krautig als auch seltener verholzend wachsen können. Meist erreichen sie Wuchshöhen von 0,5 bis 4 m, jedoch gibt es auch Vertreter, die als Lianen mit bis zu 15 m Länge oder als kleine Bäume 5 bis 10 m, in Ausnahmen bis zu 25 m Höhe erreichen. Daneben gibt es auch pygmäische Vertreter (z. B. Solanum euacanthum oder Petunia patagonica), die nur Wuchshöhen von 5 bis 20 cm erreichen. Nachtschattengewächse wachsen meist aufrecht, teilweise kletternd, epiphytisch oder hemiepiphytisch, nicht selten auch myrmecophil. Es gibt einige niederliegende Vertreter (vor allem die Gattungen Lycianthes und Exodeconus), selten sind wie bei den Alraunen (Mandragora) Rosettenbildungen zu beobachten. Die Sprossachse ist normalerweise massiv, teilweise aber auch hohl, beispielsweise bei den Gattungen Markea, Giftbeeren (Nicandra), Deprea oder Witheringia. Der Sprossaufbau ist oft aufgrund von Verwachsungen und Verschiebungen der Achsen und Blätter schwer durchschaubar.
Nachtschattengewächse bilden verschiedene Wurzeltypen aus, unter anderem dicke, fleischige Pfahlwurzeln, für die beispielsweise die Alraunen (Mandragora) bekannt sind, Wurzelsysteme mit Adventivwurzeln (bei den Leptoglossis sowie bei diversen Arten der Blasenkirschen (Physalis) und Nachtschatten (Solanum)), mit extremen Anschwellungen (in der Gattung Lycianthes) oder mit Knollen oder Stolonen (vor allem in der Solanum-Sektion Petota). Selten treten auch Rhizome auf, unter anderen bei den Salpichroa und Nectouxia.

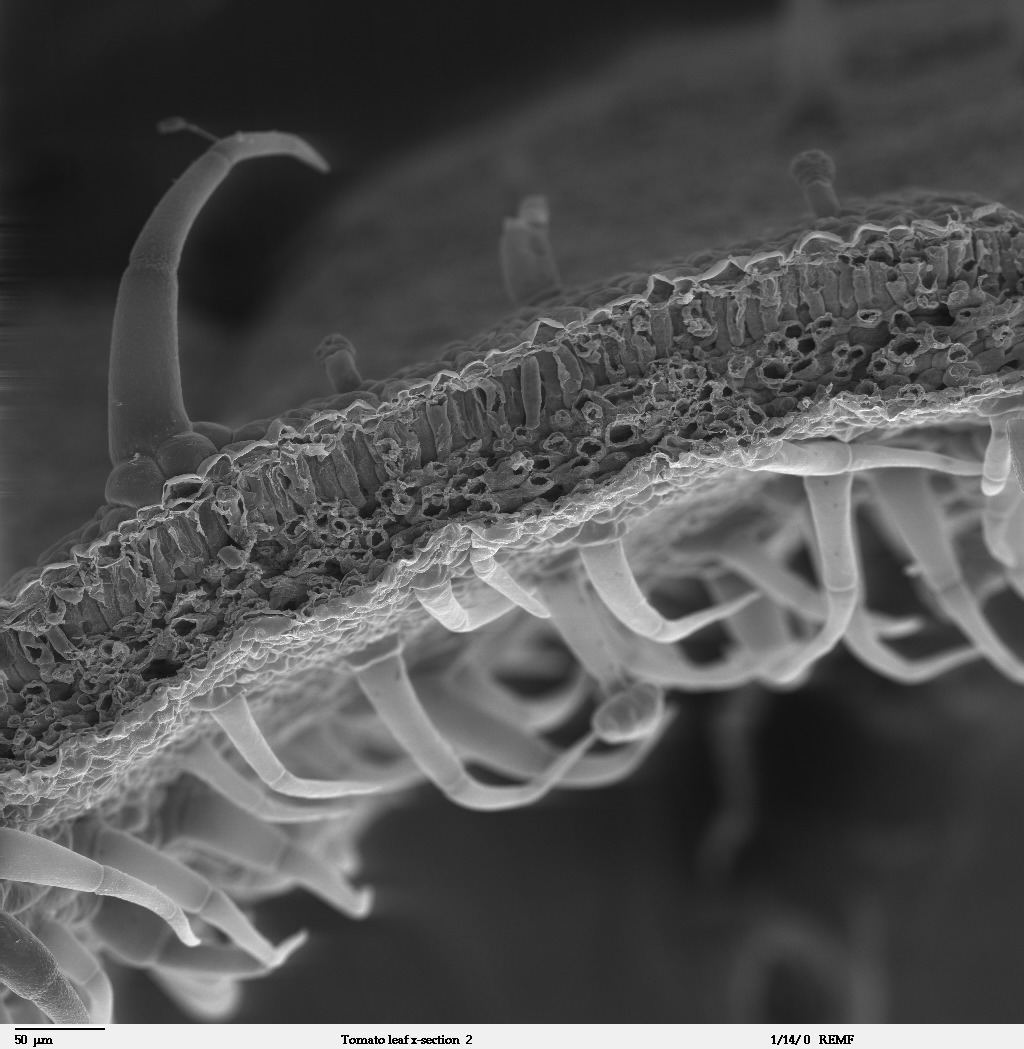
REM-Aufnahme eines Tomatenblattes (Solanum lycopersicum). Besonders auffällig ist die unterschiedliche Trichomverteilung auf der Ober- und Unterseite.

Vor allem an den Blättern und Sprossen, gelegentlich auch an den Blüten, bilden viele Nachtschattengewächse eine Behaarung aus Trichomen aus. Da diese Behaarung sehr unterschiedlich ausfällt, dient sie als ein wichtiges morphologisches Merkmal zur Bestimmung und Klassifizierung. Eine häufig vorkommende Form sind einfache, drüsige Trichome. Diese können wie in der Solanum-Sektion Rhynchantherum, der Untertribus Nierembergiinae einen einzelligen Kopf oder auch einen mehrzelligen Kopf – wie etwa bei diversen Arten des Tabak (Nicotiana) – besitzen. Verzweigte Trichome können entweder baumartig verzweigen oder mit quirlartigen Zweigen besetzt sein, ersteres ist unter anderem in den Gattungen Sessea und Juanulloa zu finden, letzteres tritt in den Anthocercidoideae auf; in der Solanum-Untergattung Brevantherum sind auch sternförmige, seeigelförmige oder schildförmige Trichomköpfe zu finden. Stacheln treten nur in der Solanum-Untergattung Leptostemonum auf. Bei jüngeren Trieben der Saracha treten bräunliche, baumartig verzweigte, mehrzellige Emergenzen auf. Kristallsand ist vor allem in den Pflanzen der Unterfamilie Solanoideae zu finden, unter anderem in den Triben Atropeae, Jaboroseae, Solaneae, Datureae, Lycieae und Hyoscyameae.

### Blätter
Die wechselständigen Laubblätter sind meist ganzrandig, oft unregelmäßig gezähnt oder gespalten. Sie sind normalerweise einfach, gelegentlich auch zusammengesetzt, dann unpaarig gefiedert oder dreiteilig, immer nebenblattlos. Gelegentlich treten dicke und ledrige Blätter auf. Die Blätter stehen einzeln, manchmal in Quirlen aus drei Blättern oder in Büscheln aus drei bis sechs Blättern. Es gibt sowohl aufsitzende Blätter als auch solche mit Blattstielen.

### Blütenstände und Blüten

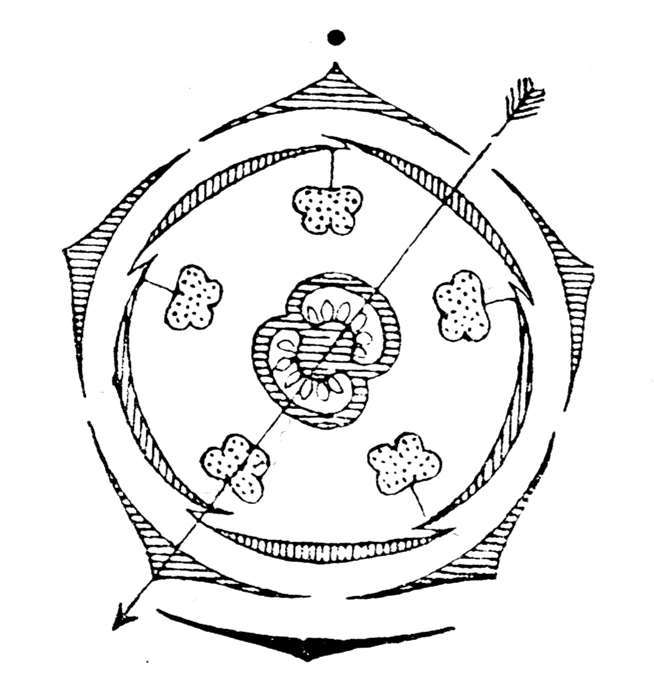
Blütendiagramm von Petunia

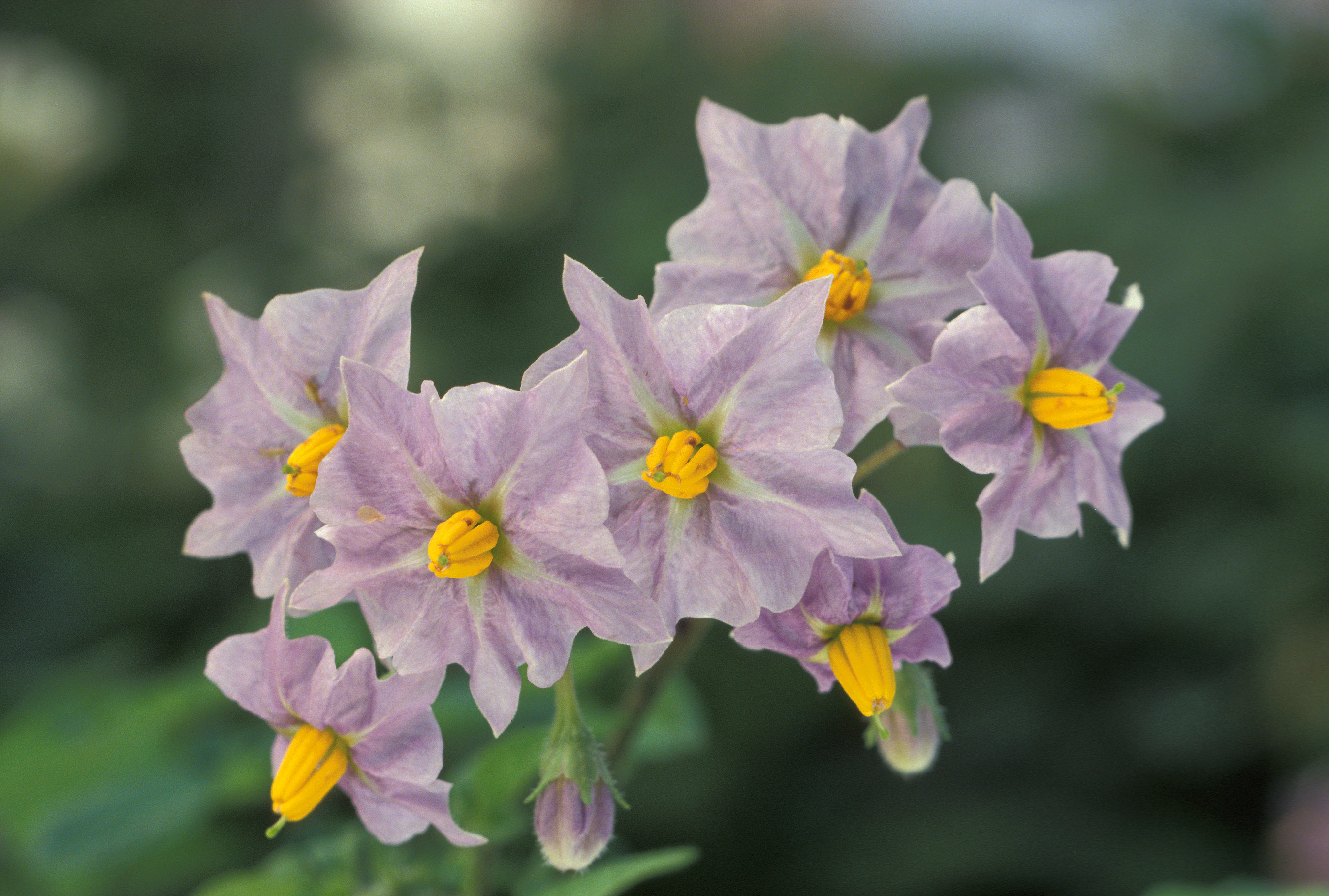
Blütenstand der Kartoffel (Solanum tuberosum)

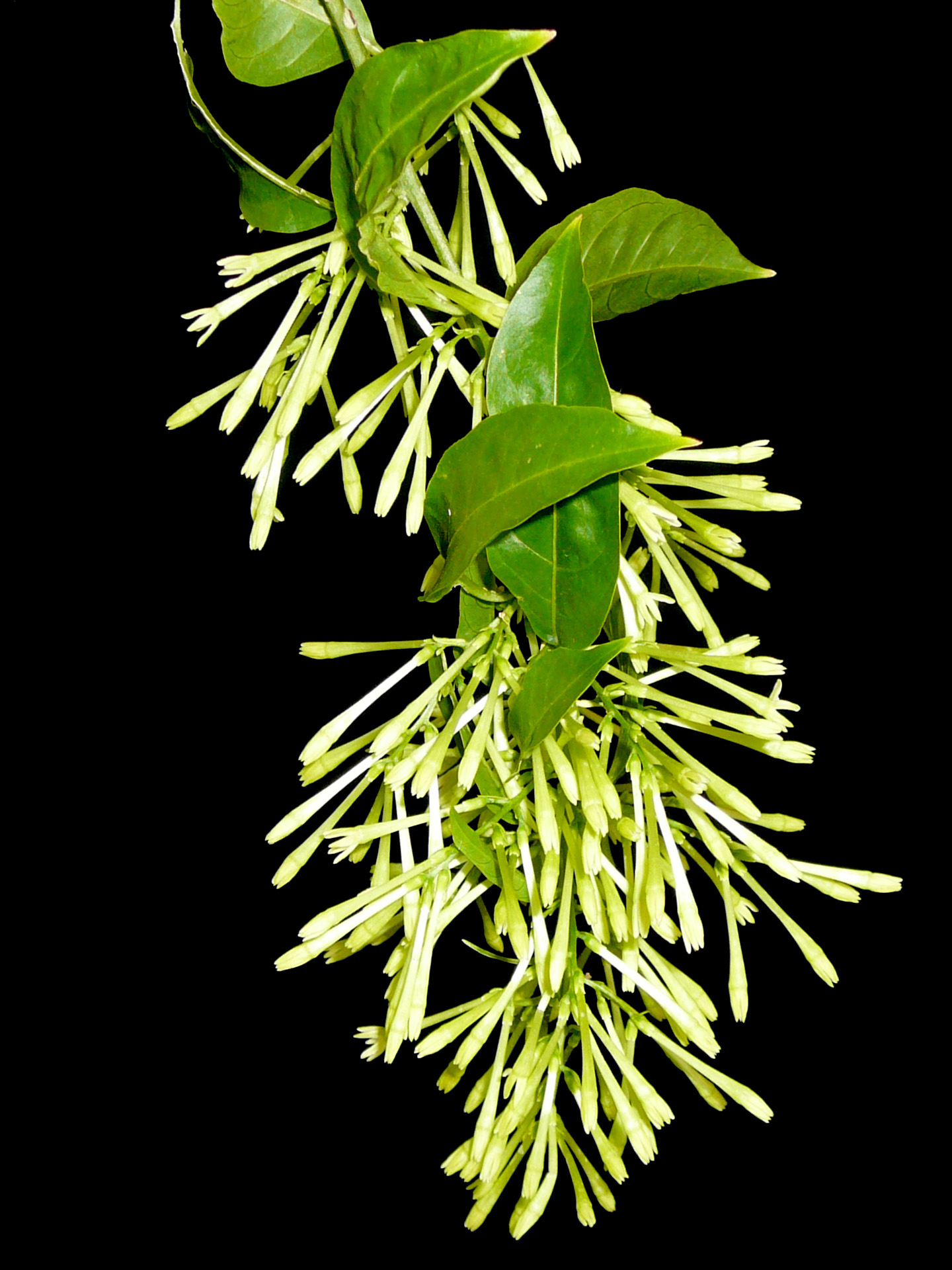
Blütenstand des Nachtjasmins (Cestrum nocturnum)

Die Blüten sind zum Teil einzelstehend, meist aber in verschiedenen geformten Blütenständen, teilweise mit bis zu 200 Blüten. Die Blüten oder Blütenstände stehen in den Sprossachseln (axillar), außerhalb der Achseln (extra-axillar), den Blättern gegenständig, terminal (dabei oft in scheinachseligen Gruppen, die zu lockeren Rispen oder engen Trauben geformt sind) oder in vielblütigen terminalen Rispen, manchmal auch büschelweise in Gruppen. In der Untergattung Lyciosolanum der Nachtschatten (Solanum) fehlen die Blütenstiele, Stammblütigkeit ist nur aus der Gattung Dyssochroma bekannt.
Die längsten Blütenstände kommen in den Gattungen Cuatresia (bis 25 cm) und Merinthopodium (bis zu 90 cm) vor.
In den meisten Fällen sind die Blüten der Nachtschattengewächse zwittrig, nur in Ausnahmen gibt es zweihäusige Pflanzen, dazu gehört mindestens je eine Art in Dunalia und Withania, zwei Arten in Symonanthus und je vier Arten in den Gattungen Deprea und den Bocksdornen (Lycium). In der Gattung der Spaltblumen (Schizanthus) gibt es auch andromonoezische Pflanzen, das heißt, sie haben sowohl zwittrige als auch männliche Blüten an einer Pflanze.
Die Blüten sind meist fünfzählig, selten vier- oder sechs- bis neunzählig.
Die Blütenformel ist {\displaystyle \star } bis {\displaystyle \downarrow K_{(5)}\;{[C_{(5)}\;A_{5}]}\;\ G_{\underline {(2)}}}, Abweichungen werden im Folgenden erwähnt.

#### Kelch
Der Kelch ist meist radiärsymmetrisch, nur selten monosymmetrisch (zygomorph) wie bei den Engelstrompeten (Brugmansia). Die Kelchblätter sind miteinander verwachsen, der Kelchrand ist ganzrandig oder mit fünf bis zehn geraden Zähnen versehen. In den meisten Fällen bleibt die Größe des Kelches nach der Blühphase konstant, jedoch ist eine Vergrößerung des Kelches sehr oft in der Familie zu finden. Teilweise ist diese Vergrößerung so stark, dass der Kelch sich um die Beere oder Kapsel herum vergrößert, bis er fast geschlossen ist und die Frucht fast vollständig einschließt. Diese Kelchvergrößerung tritt beispielsweise in den Gattungen der Blasenkirschen (Physalis) oder Quincula auf. Eine andere Art der Kelchvergrößerung kommt unter anderem in den Gattungen Chamaesaracha und Leucophysalis vor, hier liegt der Kelch eng am Perikarp der Frucht an, ist jedoch meist nach oben offen. Selten wölbt sich der Kelch nach außen und gibt so die reife Frucht frei, dies tritt vor allem in der Gattung Jaltomata auf.

#### Krone

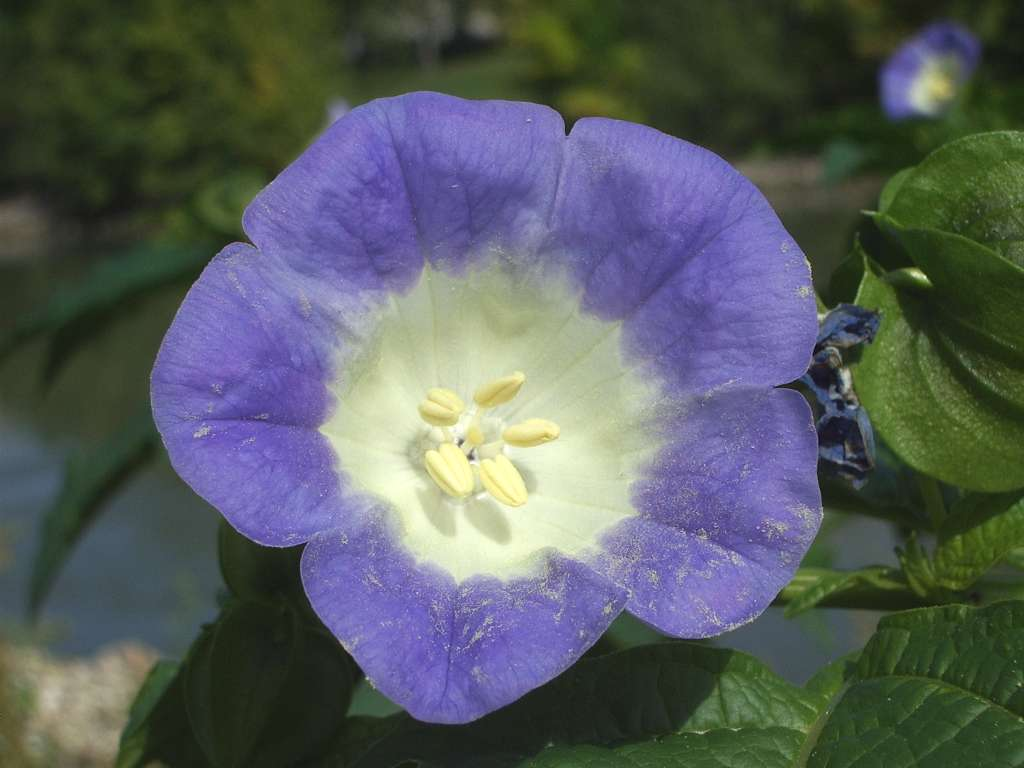
Blüte der Giftbeere (Nicandra physalodes)

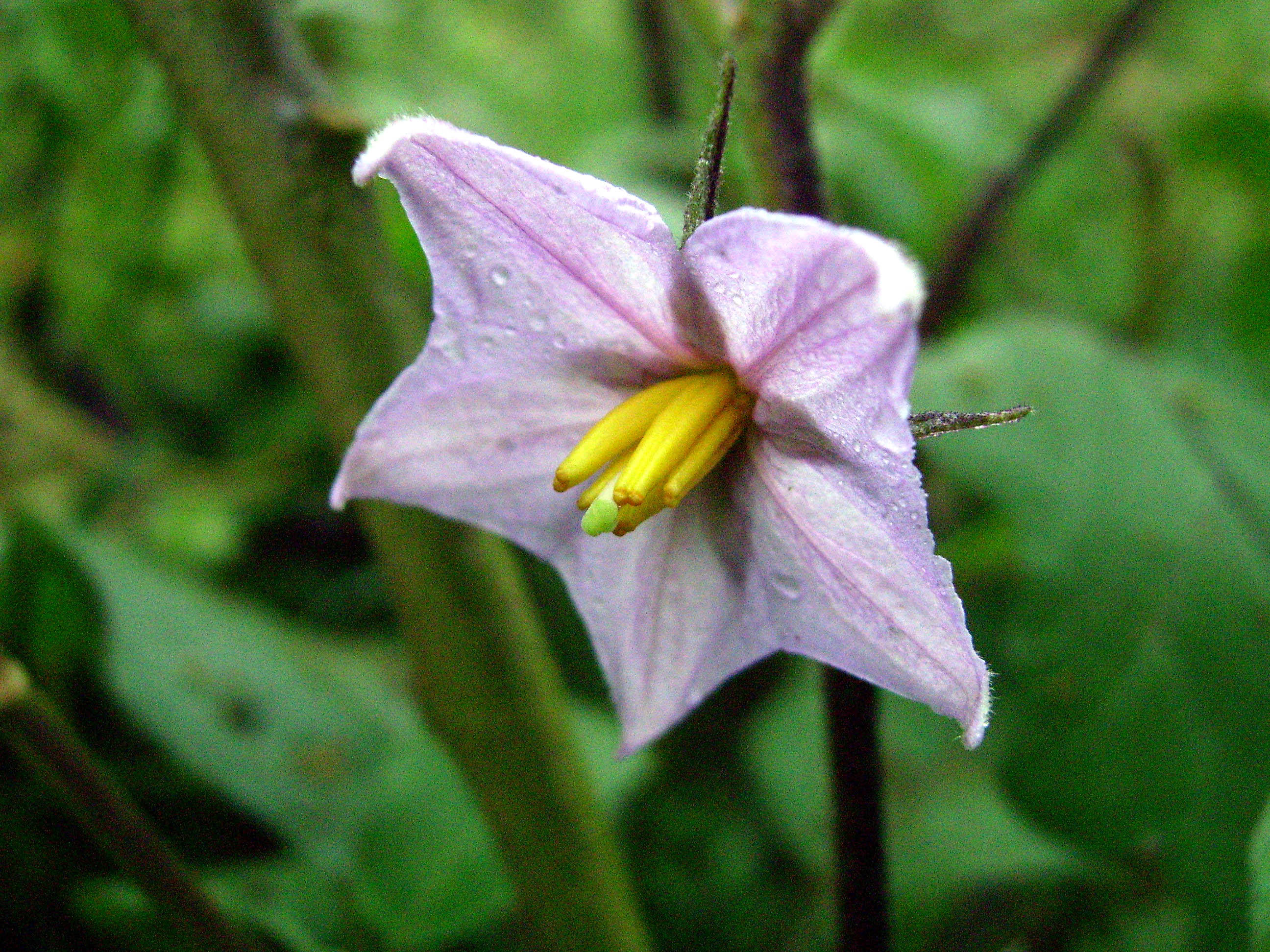
Blüte der Aubergine (Solanum melongena)

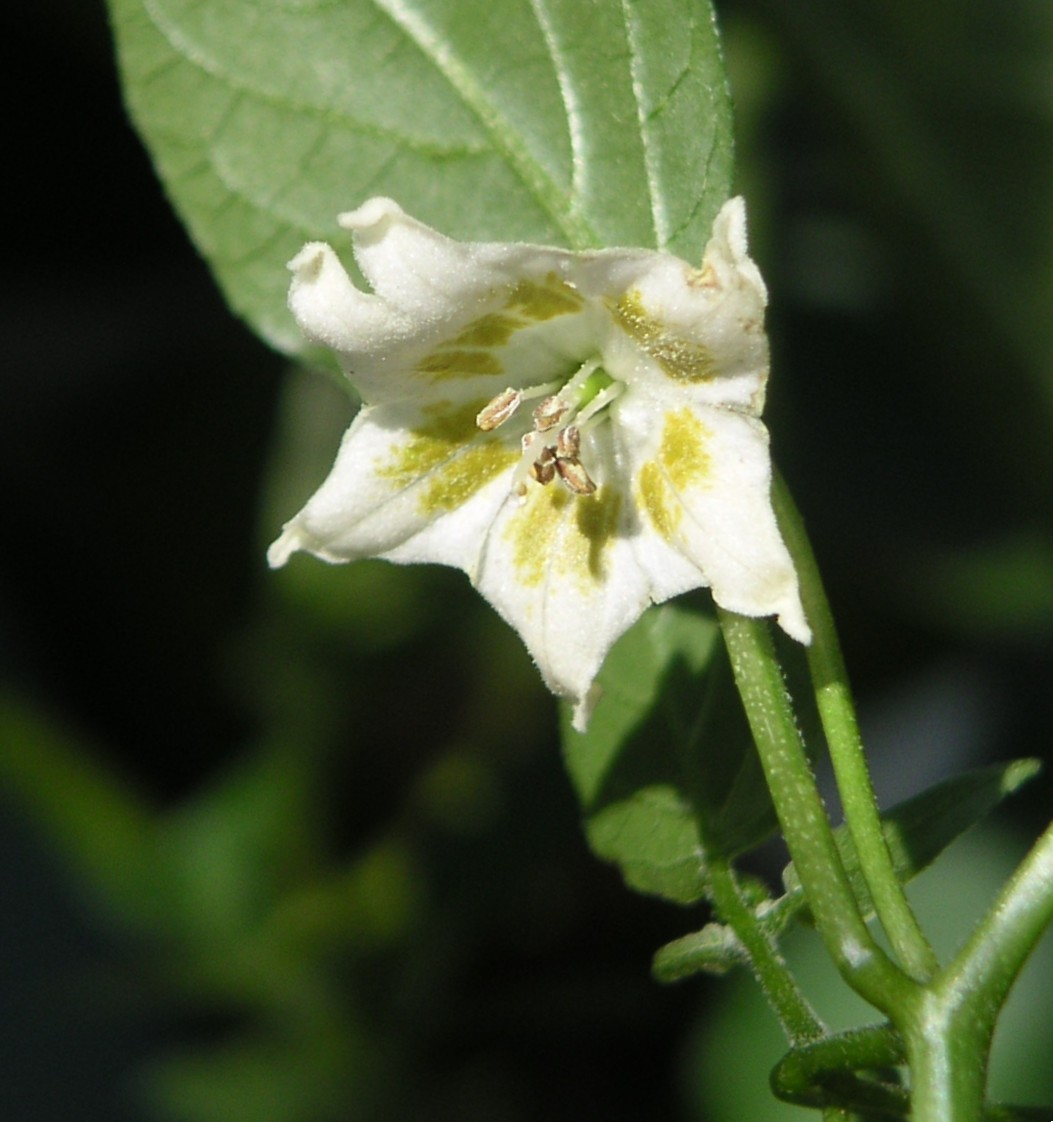
Blüte von Capsicum baccatum

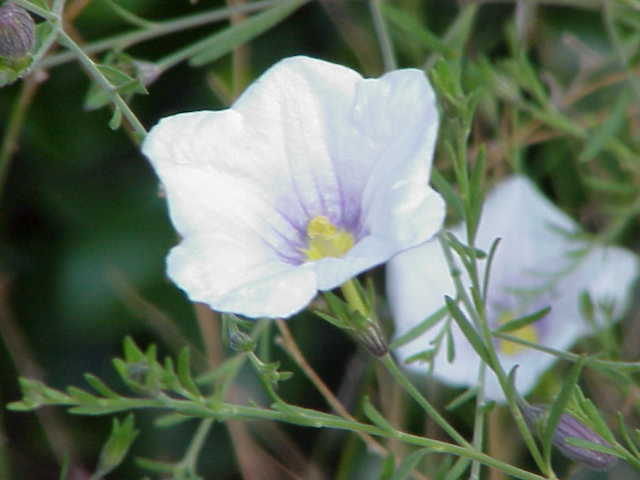
Blüte von Nierembergia scoparia

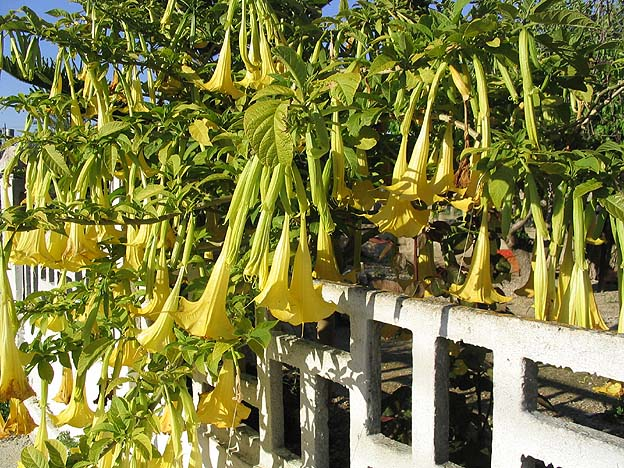
Blüten einer Engelstrompete (Brugmansia sp.)

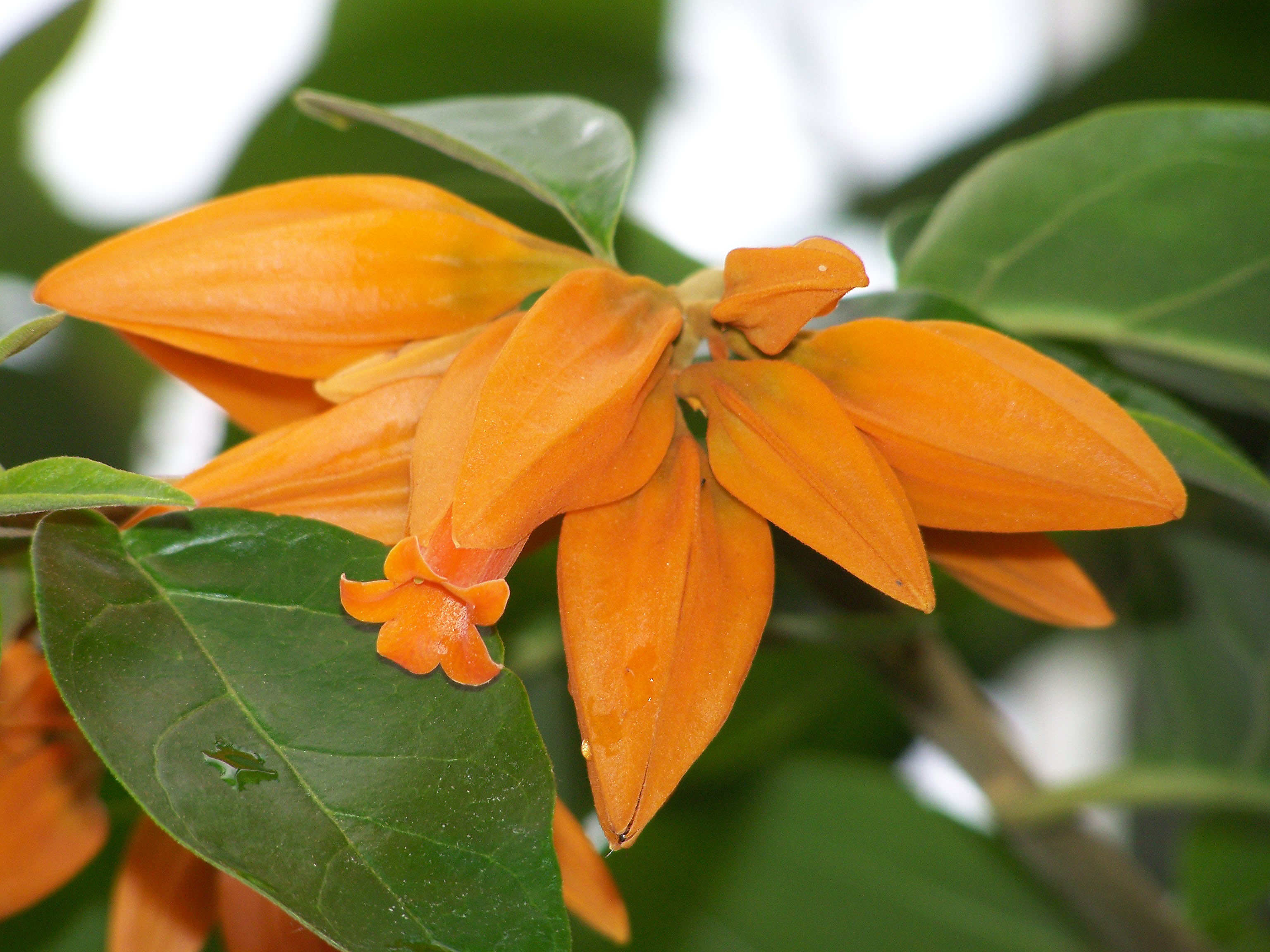
Blüten einer Juanulloa mexicana

Die Kronblätter sind, wie auch die Kelchblätter, miteinander verwachsen. Teilweise sind sie wie in der Gattung Melananthus mit 2,5 bis 8 mm sehr klein, können aber beispielsweise in der Gattung Solandra auch 100 bis 370 mm lang werden. Die Kronen sind normalerweise radiärsymmetrisch, nur selten zygomorph, beispielsweise in der Tribus Browallieae und in den Gattungen Rahowardiana oder Schultesianthus, manchmal ist die Krone sogar zweilippig (Spaltblumen (Schizanthus)). Als Blütenformen treten vor allem auf: radförmig, sternförmig, röhrenförmig, trichterförmig und überbecherförmig.

#### Androeceum
Der Androeceum genannte männliche Blütenanteil besteht meist aus fünf, nur sehr selten aus vier (Nothocestrum) oder zwei (Spaltblumen (Schizanthus)) Staubblättern. Sie stehen in nur einem Kreis, sind untereinander nicht verwachsen. Sie sind zwischen den Kronblättern angeordnet und sind mit ihnen verwachsen. Bei vielen Vertretern sind in einer Blüte Staubblätter unterschiedlicher Länge zu finden, jedoch sind gleich lange Staubblätter ähnlich häufig. Zum Teil überragen die Staubblätter die restliche Blüte (Vestia, Dunalia), jedoch können sie auch innerhalb der Blüte liegen (Lycianthes, Juanulloa etc.)

##### Antheren
Die Staubbeutel (Antheren) bestehen meist aus zwei Theken. Es gibt sowohl mit 0,2 bis 2 mm Länge kleine (Deprea, Hammersträucher (Cestrum), Tribus Schwenckieae usw.) als auch große Antheren (6 bis 13 mm bei Solandra oder 12 bis 40 mm bei Engelstrompeten (Brugmansia)). Sie sind für gewöhnlich gerade, Ausnahmen sind die Gattung Normania und die Art Solanum pennellii, welche gebogene Antheren besitzen. Die Theken sind im Allgemeinen gleich groß, in Ausnahmen, wie bei Schwenckia, Melananthus, Heteranthia oder Normania geschwungen. Durch Verkümmerung jeweils einer der Theken sind die Antheren der Tribus Browallieae deutlich unsymmetrisch. Meist sind die Antheren unbehaart, in den Gattungen Hammersträucher (Cestrum) und Hawkesiophyton sind sie mit Papillen besetzt, in einigen Gattungen existieren Vertreter mit – im Vergleich zu den Antheren – relativ großen, einfachen Trichomen auf den Antheren (Datureae, Giftbeeren (Nicandra), Streptosolen, Solanum pennellii sowie bei Tomaten (Solanum lycopersicum)).

##### Staubfäden
Die Staubfäden sind normalerweise gerade und zylindrisch oder leicht zusammengedrückt. Eine Ausnahme ist die Gattung Browallia mit gekrümmten und abgeflachten Staubfäden. Die Staubfäden sind ähnlich lang oder länger als die Antheren. Davon abweichend sind die Gattungen Nothocestrum mit stark reduzierten, fast inexistenten Staubfäden, Hawkesiophyton mit sehr kurzen Staubfäden, Nectouxia mit laminar vergrößerten Staubfäden und Vestia mit sehr langen Staubfäden. Die Länge der Staubfäden einer Blüte ist im Allgemeinen gleich, aber es kommen auch unterschiedlich lange Staubfäden vor, beispielsweise bei Lycianthes, Capsicum campylopodium, Fabiana, Vestia und anderen. Didynamie (das Auftreten zweier unterschiedlicher Typen von Staubfäden innerhalb einer Blüte) tritt unter anderen bei Anthocercis, Crenidium, Cyphanthera und Duboisia sowie in der Unterfamilie Salpiglossideae auf. Manchmal sind die Staubfäden oder ihr oberer Teil zum Blüteninneren gebogen (u. a. bei den Tribus Atropeae und Mandragoreae sowie bei diversen Arten der Gattung Jaborosa), sind schräg geneigt (Schultesianthus, Solandra) oder am oberen Ende verbreitert (in der Tribus Jaboroseae). Weiterhin kommen knieförmig umgebogene Staubfäden sowohl am oberen (unter anderem in den Giftbeeren (Nicandra), Hammersträuchern (Cestrum), Petunien (Petunia), Fabiana, Sessea und Trianaea) als auch am unteren Ende (Petunien (Petunia), Fabiana und Streptosolen), sowie hakenförmige Staubfäden (Jaboroseae) vor.

##### Pollen
Die Pollenkörner der Nachtschattengewächse kommen in sehr vielen unterschiedlichen Gestalten vor, so dass sie auch als ein wichtiges morphologisches Merkmal zur Bestimmung herangezogen werden können. Erster Unterscheidungspunkt ist die Größe der Pollenkörner – sie können klein (Latua, Hawkesiophyton, Fabiana, Tribus Lycieae und andere), mittelgroß (Sessea, Hammersträucher (Cestrum), Juanulloa, Rahowardiana und andere) und auch groß (Metternichia, Vestia, Merinthopodium, Weißbecher (Nierembergia)) sein. Die absoluten Größen reichen dabei von ca. 20 µm bei den kleinen bis zu ca. 70 µm bei den großen Pollenkörnern. Weiterhin gibt es starke Unterschiede im Aussehen der Pollenkornoberfläche. Die äußere Pollenwand (Exine) kann Ubisch-Körper (eine Schicht von Plättchen auf der Pollenkornoberfläche) besitzen (Markea sessiliflora, Markea venosa, sowie diverse Arten von Schultesianthus) oder nicht (Trianaea, Juanulloa, Dyssochroma, Solandra, Rahowardiana), kann stachelig (Metternichia, Alraunen (Mandragora)), faltig (Sessea), netzartig-faltig (Merinthopodium), gerillt oder glatt (Hammersträucher (Cestrum)), glatt (Rahowardiana), glatt oder schwach gekörnt (Nothocestrum), schuppig (Hawkesiophyton, Juanulloa), gedoppelt oder gerillt (Trompetenzungen (Salpiglossis)), feinstachelig (Lycianthes), papillar oder warzig (Normania) sowie netzartig (Dyssochroma) sein.

#### Gynoeceum
Bei den Blüten der meisten Nachtschattengewächse besteht der weibliche Blütenanteil, das Gynoeceum, aus zwei verwachsenen Fruchtblättern, welche meist schräg zur Medianebene der Blüte stehen. Es gibt jedoch mit der Gattung der Giftbeeren (Nicandra) und zwei Arten der Gattung Jaborosa sowie Trianaea auch Gymnoeceen mit drei bis fünf Fruchtblättern, die Art Iochroma umbellatum besitzt vier, die Gattung Nolana fünf Fruchtblätter und die Gattung Melananthus besitzt wahrscheinlich nur ein Fruchtblatt. In einigen kultivierten Formen, beispielsweise der Tomate (Solanum lycopersicum), kommen auch größere Zahlen von Fruchtblättern vor.

##### Fruchtblätter
Die verwachsenen Fruchtblätter bilden einen oberständigen Fruchtknoten, nur die Gattungen Stechäpfel (Datura), Solandra und Nothocestrum haben teilweise unterständige Fruchtknoten. Bis auf kleine drüsige (Athenaea) oder starre (Browallia) Trichome, sowie kleine fleischige Dornen (Stechäpfel (Datura)) sind die Fruchtknoten kahl. Normalerweise besitzt der Fruchtknoten genau so viele Fruchtknotenfächer wie Fruchtblätter, Ausnahme davon sind die Trianaea mit acht bis zehn und die Solandra mit vier Fruchtknotenfächern. Daneben gibt es in zwei Gattungen Fruchtknoten mit teilweise vier Fruchtknotenfächern: bei den Grabowskia in der oberen Hälfte, bei den Vassobia in Teilen der unteren Hälfte.

##### Nektarien
Normalerweise befindet sich am Boden der Fruchtknoten Honigdrüsen (Nektarien), die wie in den Benthamiella und einigen Bocksdornen (Lycium) verdeckt sein, oder auch wie bei den Weißbechern (Nierembergia) und der Untertribus Solaninae komplett fehlen können. Wenn Honigdrüsen vorhanden sind, sind sie im Allgemeinen ringförmig und leicht hervorstehend, nur in den Giftbeeren (Nicandra) sind sie umschlossen. Es existieren jedoch auch zwei Varianten eingestülpter Honigdrüsen: beckenförmig-eingestülpt, ohne Lappen oder Einschnitte in der Gattung Schwenckia oder zweilappig-eingestülpt mit zwei Lappen und zwei Einschnitten, wie es in der Untertribus Nicotianinae und den Gattungen Bouchetia, Phrodus und einigen anderen zu finden ist. Eine weitere Variante von Honigdrüsen ist die dick-kissenförmige der Protoschwenckia.

##### Samenanlagen
Die Samenanlagen stehen an einer recht fleischigen Plazenta und können sowohl umgewendet (z. B. in Metternichia und den Weißbechern (Nierembergia)), umgewendet bis krummläufig (Phrodus, Grabowskia und Vassobia), halb umgewendet (Hammersträucher (Cestrum) und andere) oder halb krummläufig (Paprika (Capsicum), Spaltblumen (Schizanthus), Bocksdorne (Lycium) und andere) sein. Normalerweise sind in jedem Fruchtknotenfach viele Samenanlagen zu finden, zum Teil sind es aber auch deutlich weniger, beispielsweise in Grabowskia mit zwei Samenanlagenpaaren in jedem Fruchtknoten, oder in den Bocksdornen (Lycium) mit nur einem Samenanlagenpaar je Fruchtknoten. Als Ausnahme gilt die einzelne Samenanlage, wie sie in der Gattung Melananthus auftritt.

##### Griffel
Die Form des Griffels ist normalerweise zylindrisch, manchmal gestaucht (Bouchetia) oder mit zwei seitlichen Auswüchsen am oberen Ende versehen (Unterfamilie Salpiglossoideae und Untertribus Leptoglossinae), gelegentlich terminal (Salpichroa, Saracha, Eriolarynx und andere) oder in einer Zwischenform zwischen terminal und gymnobasisch (Vassobia, Jaborosa, Paprika (Capsicum), Dunalia und andere). Der Griffel ist für gewöhnlich massiv, nur gelegentlich hohl mit einem Griffelkanal (Trompetenzungen (Salpiglossis), Bouchetia und andere), normalerweise glatt oder stark runzelig (Browallia). Selten ist er mit den Fruchtknoten verbunden (Withania, Triguera, Tubocapsicum). Manchmal treten zwei verschiedene Griffellängen an der gleichen Pflanze auf (Aureliana, Athenaea, Capsicum baccatum var. umbilicatum und andere). Ausnahmen bilden auch Discopodium und Jaborosa ameghinoi, an deren Griffeln anthrorse Trichome zu finden sind.

##### Narbe
Die Narbe ist gewöhnlich scheibenförmig und leicht kopfförmig oder kopfförmig-gelappt (Giftbeeren (Nicandra), Alraunen (Mandragora)), selten fast kugelig oder halbkugelig wie in der Gattung Paprika (Capsicum), manchmal sattelförmig (Datureae, Juanulloeae, Nothocestrum und andere). Ausnahmen sind fünfteilige Narben wie bei Jaborosa odonelliana oder zweilappige Narben (Normania). Innerhalb der Familie treten sehr kleine und unauffällige Narben (Spaltblumen (Schizanthus)), aber auch relativ große Narben (Ectozoma) auf. Sie sind für gewöhnlich drüsig und feucht, Ausnahmen davon sind die drüsenlosen Narben der Spaltblumen (Schizanthus) und Nierembergia linariaefolia und die trockenen einzelligen Drüsen von Solandra.

### Früchte

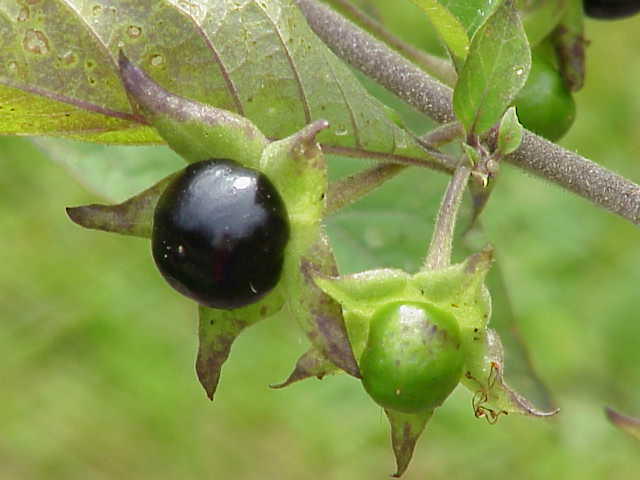
Beerenfrüchte der Schwarzen Tollkirsche (Atropa belladonna)

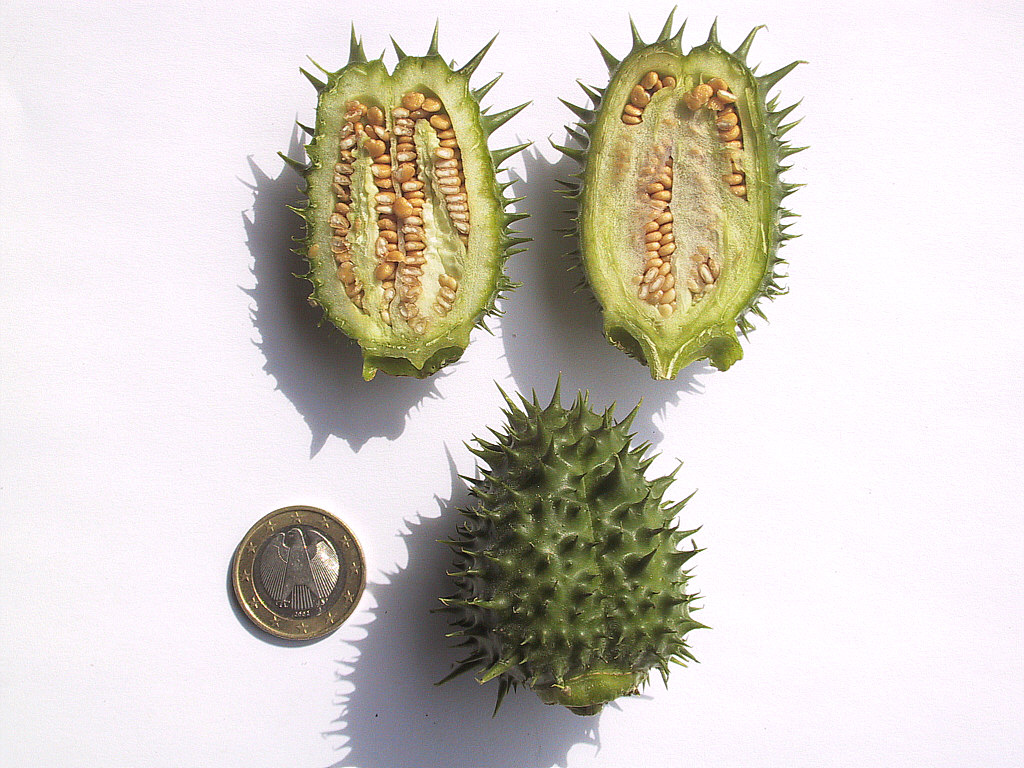
Kapselfrüchte des Gemeinen Stechapfels (Datura stramonium)

Die Früchte sind meist vielsamige Beeren oder verschiedenförmige Spaltkapseln (in der Gattung Markea, der Unterfamilie Cestroideae und anderen), zum Teil kommen auch Zwischenformen zwischen beiden Fruchttypen vor. Ausnahmen sind die Deckelkapseln in der Tribus Hyoscyameae, die Steinfrüchte in einigen Vertretern der Tribus Lycieae, sowie die Sammelfrüchte der Gattung Nolana.
Obwohl entwicklungsgeschichtlich die Kapsel die ursprünglichere Fruchtform ist, kommen sie heute nur noch in einigen basalen Kladen und in der Gattung der Stechäpfel (Datura) vor. Die in der Familie überwiegenden Beeren haben phylogenetischen Untersuchungen zufolge drei verschiedene Quellen, was entweder auf eine monophyletische Klade, in der die Eigenschaft der Beerenbildung dreimal verloren wurde, oder auf eine dreimalige Entwicklung der gleichen Eigenschaft hinweist.
Oftmals sind die Früchte nicht sehr groß, teilweise unter 1 cm Durchmesser, jedoch können beispielsweise kultivierte Sorten von Tomaten und Auberginen Früchte mit einem Gewicht von mehreren Kilogramm haben. Doch auch bei wildwachsenden Vertretern können sehr große Früchte vorkommen, so hat die Frucht von Solanum lycocarpon einen Durchmesser von bis zu 15 cm.
Bei den beerenartigen Früchten können sich das Perikarp und die Plazenta soweit vergrößern, dass sie miteinander komplett verschmelzen, so zum Beispiel in den Gattungen Tubocapsicum, Acnistus oder Iochroma, sowie bei den Tomaten (Solanum lycopersicum) und anderen Arten der Nachtschatten (Solanum). Es kommt allerdings auch oft vor, dass beide Strukturen nicht verschmelzen, so dass im Inneren der Frucht ein Hohlraum entsteht, beispielsweise bei den Paprika (Capsicum), Schultesieanthus, Lycianthes rantonnei und anderen.
Das Perikarp kann dick und saftig sein und Steinzellen enthalten (Witheringia, Acnistus, einige Blasenkirschen (Physalis)) oder nicht (die meisten Blasenkirschen (Physalis), Jaltomata, Tomaten (Solanum lycopersicum)). Es kann aber auch dünn und ohne Steinzellen aufgebaut sein, wie in den Gattungen Chamaesaracha und Quincula oder nur kleine Steinzellen besitzen, wie in der Gattung Darcyanthus. In Ausnahmefällen ist das Perikarp zerbrechlich und bricht leicht in unregelmäßige Stücke, so zum Beispiel bei Quincula und Chamaesaracha.
Die Kapselfrüchte öffnen sich entweder durch Zerbrechen der Scheidewand mit zwei oder vier Klappen (Stechäpfel (Datura)), springen scheidewandspaltig (Petunien (Petunia), Fabiana) oder scheidewand- bis fachspaltig (in der Unterfamilie Salpiglossoideae und den Gattungen Metternichia, Tabak (Nicotiana) und der Unterfamilie Anthocercidoideae) auf.
Die Anzahl der Samen je Frucht schwankt sehr stark: Während in der Gattung Tabak (Nicotiana) bis zu 5000 Samen zu finden sind, sind es in der Gattung Petunien (Petunia) bis zu 1200, in den Fabiana etwa 30 bis 50 und in den Metternichia vier bis fünf. In den Melananthus ist nur ein Samen pro Frucht zu finden.

### Samen

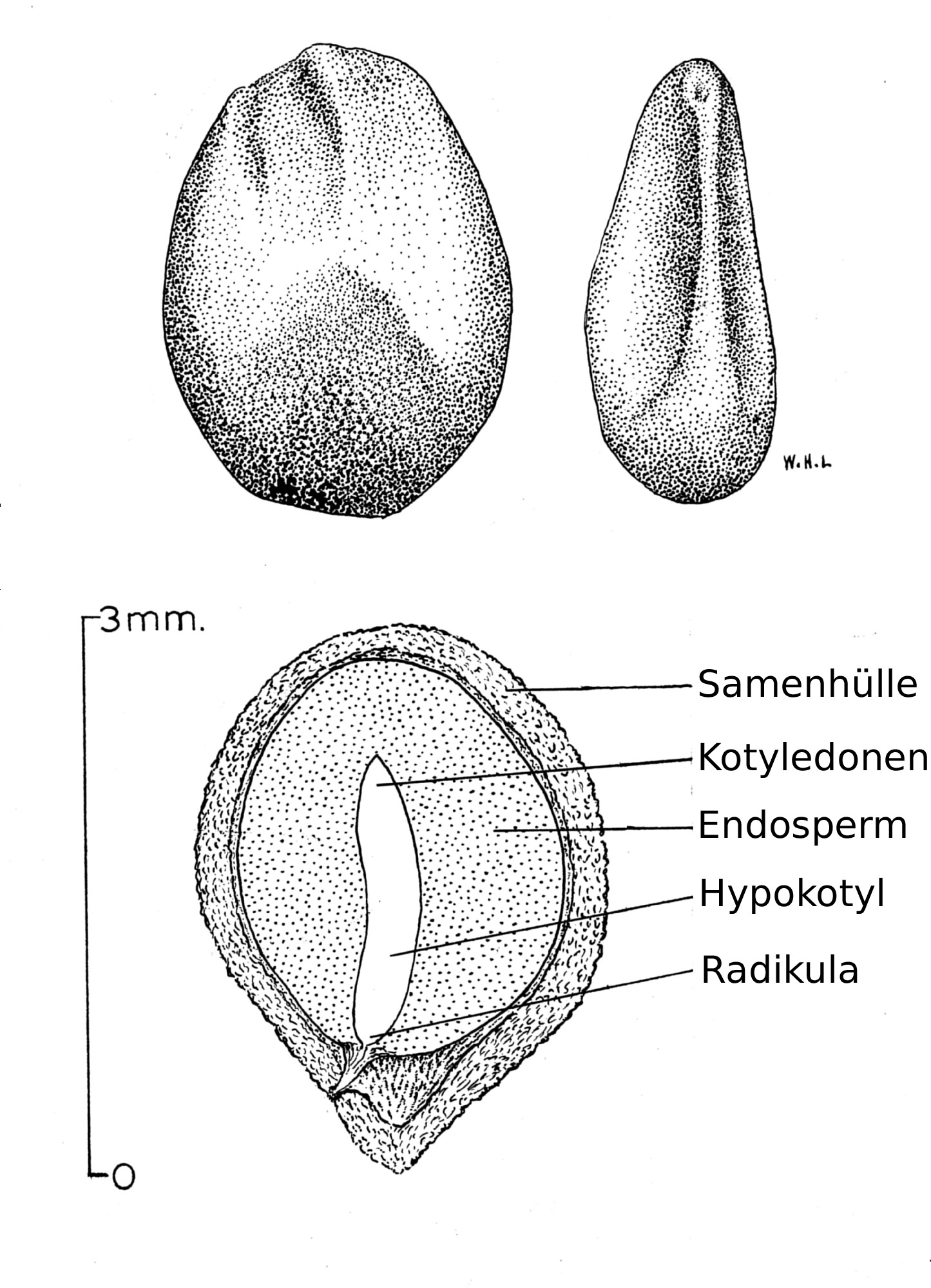
Schematische Darstellung eines Nachtschatten-Samens

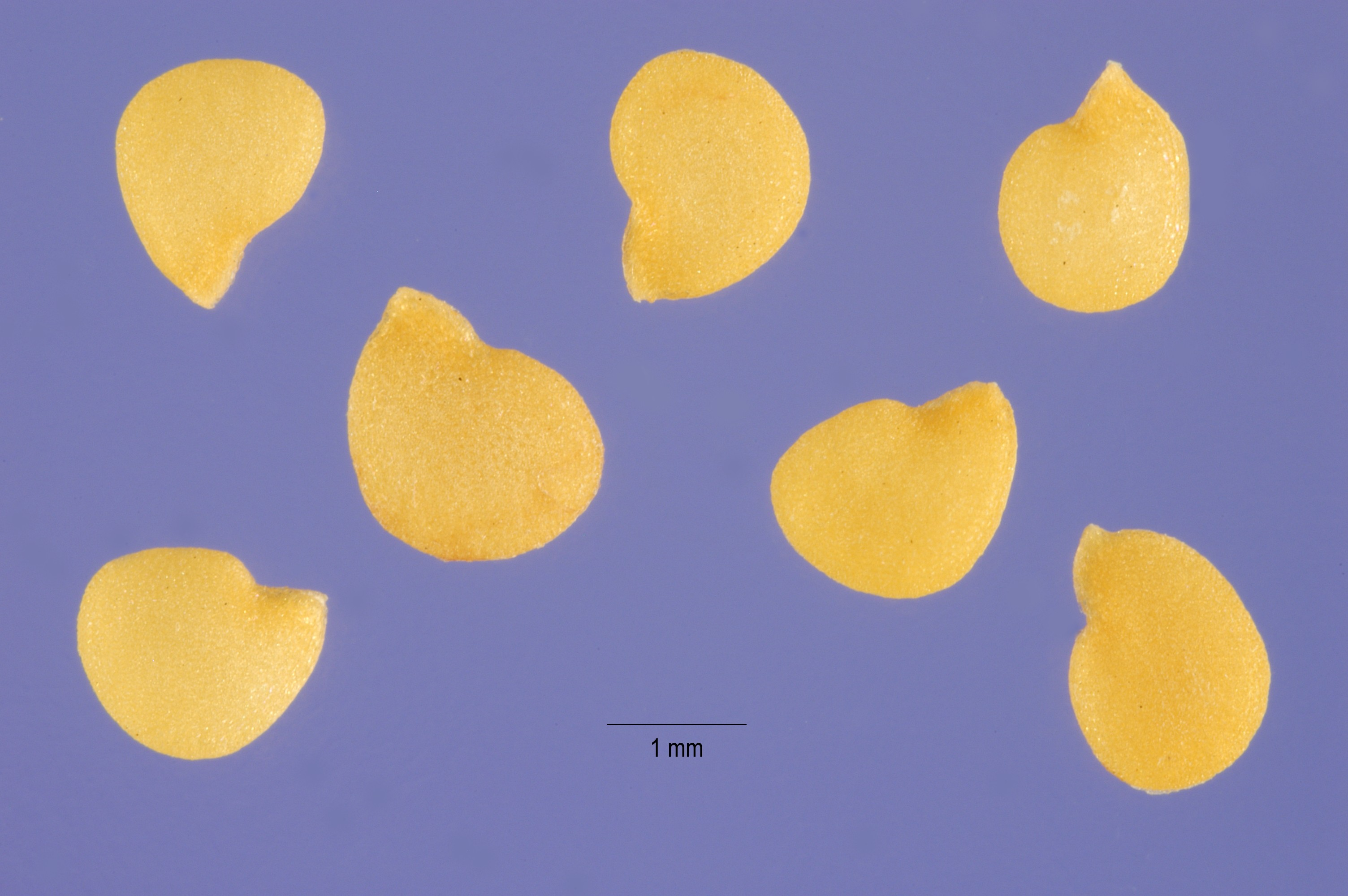
Samen des Schwarzen Nachtschattens (Solanum nigrum)

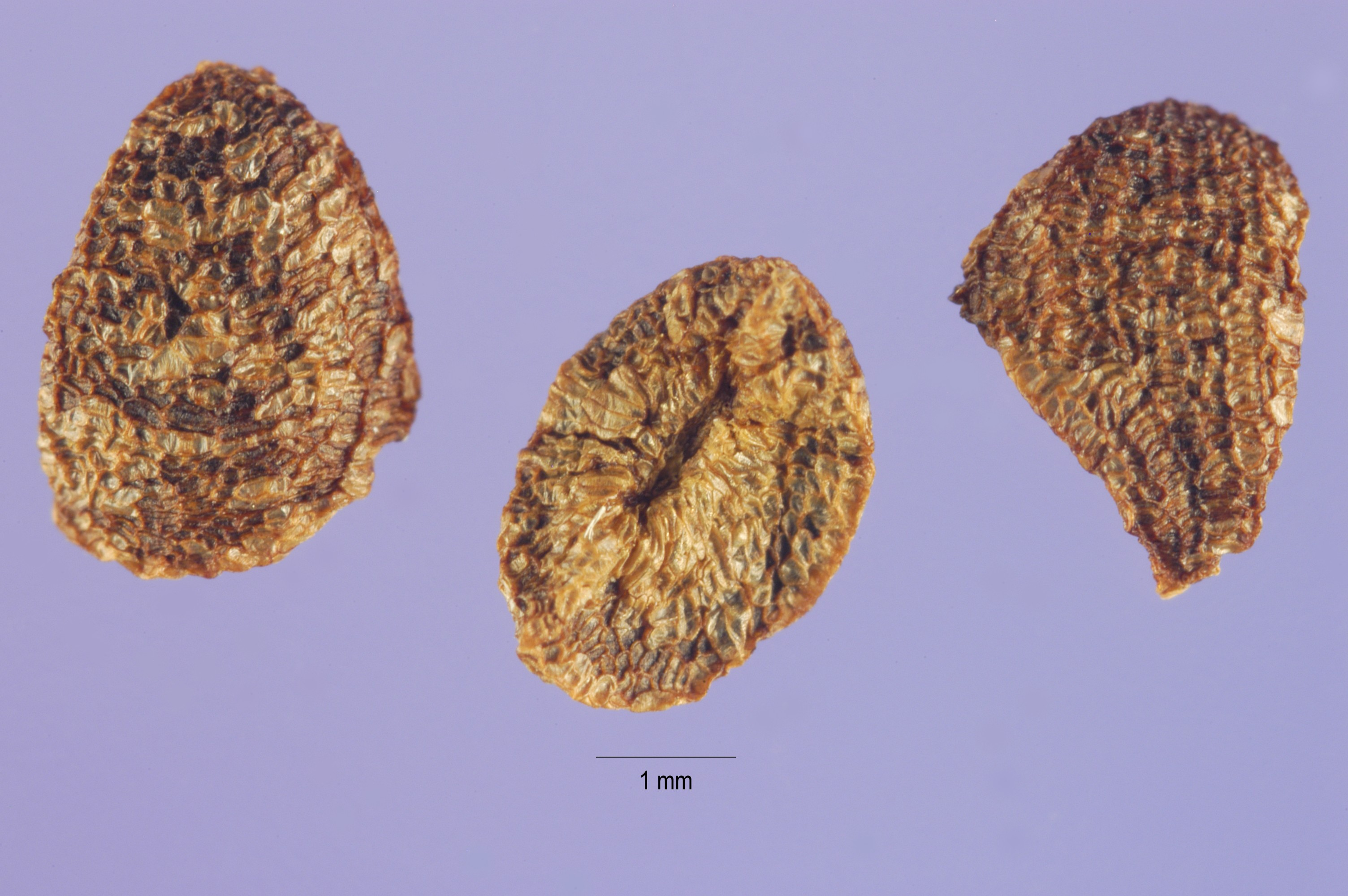
Samen des Nachtjasmins (Cestrum nocturnum)

Die Größe der Samen beträgt zwischen 0,75 mm (Darcyanthus) bzw. 0,6 bis 1 mm (Schwenckia, in Schwenckia micrantha nur 0,3 bis 0,4 mm) und 7 bis 8 mm (Jasminosolanum) großen Samen. Die Form ist mehr oder weniger gestaucht, scheiben- oder nierenförmig (in der Unterfamilie Solanoideae und in den Gattungen Combera, Spaltblumen (Schizanthus), Trompetenzungen (Salpiglossis)), linsen- bis nierenförmig (in der Nachtschatten- (Solanum) Untergattung Leptostemonum), bumerangförmig oder bacilliform (viele Vertreter der Unterfamilie Juanulloideae), gestreckt und dünn (Trianaea) oder relativ dick und nicht gestaucht in verschiedenen Formen (innerhalb der Unterfamilie Cestroideae).

#### Samenschale
Die Samenschalen treten in verschiedensten Varianten auf: In den Gattungen Sessea und Oryctes ist ein dünner, peripherer, verholzter Flügel ein alleinstellendes Merkmal; in einigen Arten der Leptostemonum, einer Untergattung der Nachtschatten (Solanum), ist ein breiter Flügel ausgebildet; manchmal ist die Samenschale bemerkenswert dick, so wie bei den Engelstrompeten (Brugmansia). Die Oberfläche kann glatt (Melananthus), netzartig (Juanulloa), höckerig (Solanum chamaesarachidium, Capsicophysalis) oder wabenartig (Acnistus, Witheringia) sein.
Die Zellen der Samenschalen können dickwandig (Spaltblumen (Schizanthus)), mit einem gewellten oder welligen Rand versehen (Ectozoma, Spaltblumen (Schizanthus)), tief (Triguera, Witheringia, Jaborosa) oder flach (Brachistus), eiförmig oder netzartig-eiförmig (Hyoscyamus) sein. Ein besonderer Fall sind die Samen der Tomaten (Solanum lycopersicum), deren äußerste Schicht der Samenschale schleimig ist und, wenn diese trocknet, den Samen wie mit trichomartigen Härchen bedeckt erscheinen lässt.

#### Embryo
Ein wichtiges Merkmal zur morphologischen Bestimmung und Systematisierung von Nachtschattengewächsen ist der im Samen enthaltenen Embryo. Er kann dick (Schultesianthus) oder schlank (Markea), gerade, manchmal lang (in Metternichia: 17 bis 19 mm), manchmal kurz (in Sessea nur knapp 2 bis 3 mm), leicht gekurvt (in den Unterfamilien Anthocercidoideae, Cestroideae und Juanulloideae), wurmförmig (Ectozoma, Anthocercis), ringförmig (Tribus Benthamielleae) oder schraubenförmig bis fast schraubenförmig (in den Unterfamilien Solanoideae, Salpiglossoideae und den Gattungen der Spaltblumen (Schizanthus) und Solandra) sein.
Zudem gibt es unterschiedliche Möglichkeiten, wie die Kotyledonen geformt sein können: Drei Arten der Tribus Cestreae und die Gattungen Merinthopodium, Markea und Juanulloa haben durchgehend Embryos mit breiten Kotyledonen, während der Rest der Familie Kotyledonen aufweist, die genauso breit sind wie der restliche Embryo. Weiterhin ist das Verhältnis der Größe von Embryo und Kotyledonen innerhalb der Familie unterschiedlich: Die Unterfamilie Anthocercidoideae sind die Kotyledonen nur ein Sechstel bis ein Achtel so lang wie der restliche Embryo, in allen anderen Unterfamilien kommen Kotyledonen vor, die genauso lang bis 2,5 bis dreimal kürzer als der restliche Embryo sind. Große Aufmerksamkeit bei morphologischen Untersuchungen der Samen erhält auch die Art, in der die Kotyledonen innerhalb des Samens angeordnet sind. In den Unterfamilien Solanoideae, Cestroideae, Salpiglossoideae und Schizanthoideae liegen die Kotyledonen oben oder leicht schief, die Juanulloideae haben hingegen anliegende, in seltenen Fällen schiefliegende Kotyledonen.
Ölige Endosperme sind innerhalb der Familie sehr selten. Dieses Merkmal vor allem in der Unterfamilie Juanulloideae und in der Gattung Metternichia zu finden. Die Entwicklung des Endosperms ist für gewöhnlich zellulär, Ausnahme ist die Gattung der Spaltblumen (Schizanthus) mit nukleärer Entwicklung.

## Verbreitung

Skizze des Verbreitungsgebietes der Nachtschattengewächse (grün)

Die Gattungen der Nachtschattengewächse sind weit über die gesamte Welt verteilt. Es gibt einige kosmopolitisch vorkommende Gattungen wie Bocksdorne (Lycium), Blasenkirschen (Physalis) und Nachtschatten (Solanum), aber auch Gattungen, die nur in einzelnen Florenreichen vorkommen. Es gibt einige endemisch vorkommende Gattungen, so beispielsweise Nothocestrum auf Hawaii, Normania auf den Kanarischen Inseln sowie Combera und Benthamiella in Patagonien. Die Gattungen Bouchetia, Grabowskia, Leptoglossis, Leucophysalis, Weißbecher (Nierembergia) und die Petunien (Petunia) haben disjunkte Verbreitungsgebiete.
Die Mannigfaltigkeit der Nachtschattengewächse Südamerikas übertrifft die aller anderen Kontinente und Subkontinente. Neben den kosmopolitisch verbreiteten Gattungen sind in den Anden 13 nur dort vorkommende Gattungen zu finden, in den Anden und Südost-Südamerika weitere drei Gattungen. Eine Gattung (Sessea) kommt sowohl in Südamerika als auch auf den Antillen vor, es existieren 14 Endemiten und die schon erwähnten Gattungen mit disjunkten Verbreitungsgebieten. Südamerika ist mit einer großen Anzahl an vorkommenden Wildarten ebenfalls das Genzentrum wichtiger Kulturpflanzen wie Kartoffel, Paprika, Tabak und Tomate.
Geht man von der Anzahl der vorhandenen Gattungen aus, sind die Nachtschattengewächse in Afrika mit nur acht Gattungen relativ schwach vertreten. Mit den Nachtschatten (Solanum) und Bocksdornen (Lycium) findet man zwei der drei kosmopolitisch vorkommenden Gattungen; daneben mit Triguera und den Alraunen (Mandragora) zwei Gattungen, die Afrika mit Europa gemeinsam hat. Des Weiteren gibt es mit den Bilsenkräutern (Hyoscyamus) und Withania zwei Gattungen, die sowohl in Asien, Europa und Afrika vorkommen und eine einzelne Art des Tabaks (Nicotiana) aus Namibia, sowie die endemische Gattung Discopodium.
In Asien kommen zum einen die drei kosmopolitischen Gattungen vor, weiterhin die nur in Asien vorkommende Gattung Tubocapsicum. Zudem existieren hier die auch in Europa zu findenden Tollkirschen (Atropa) und die Alraunen (Mandragora) und die mit Amerika gemeinsamen Gattungen Lycianthes, Bilsenkräuter (Hyoscyamus) und Withania. Somit gibt es in Asien insgesamt neun der Nachtschatten-Gattungen.
Die Unterfamilie Anthocercidoideae mit sieben Gattungen kommt ausschließlich in Australien vor. Zudem gibt es hier 18 endemische Arten der Gattung Tabak (Nicotiana) und eine große Anzahl Arten aus anderen Gattungen.

## Chromosomenzahl
Mehr als 50 % der untersuchten Arten der Nachtschattengewächse weisen eine Basis-Chromosomenzahl von {\displaystyle x=12} auf, wobei auch {\displaystyle x=7} und {\displaystyle x=13} häufig vorkommen. Die größte Varianz ist innerhalb der Unterfamilie Cestroideae zu finden, in der alle Chromosomenzahlen von {\displaystyle x=7} bis {\displaystyle x=13} auftauchen. Große Unterschiede treten auch in der Unterfamilie Solanoideae auf, hier wurden neben den häufigen {\displaystyle x=10,12,14,17} auch Chromosomenzahlen von {\displaystyle x=13} (bei einigen Arten des Paprika (Capsicum) und einem Kultivar der Tomate (Solanum lycopersicum)), {\displaystyle x=15} (Solanum bullatum) und {\displaystyle x=23} (Nachtschatten (Solanum), Untergattung Archaesolanum) festgestellt. Die weiteren Unterfamilien besitzen Chromosomenzahlen von {\displaystyle x=12} (Juanulloideae), {\displaystyle x=11} (Salpiglossoideae), {\displaystyle x=10} (Schizanthoideae, Anthocercidoideae) oder {\displaystyle x=9} (Anthocercidoideae).
Nicht selten tritt Polyploidie innerhalb der Familie auf, bekannt ist diese Vervielfältigung der Chromosomenzahl aus den Weißbechern (Nierembergia), Withania, Blasenkirschen (Physalis), Quincula, Chamaesaracha, Nachtschatten (Solanum)-Sektionen Solanum und Petota und -Unterfamilien Leptostemonum und Archaesolanum, Alraunen (Mandragora) und Bocksdornen (Lycium). Zwei Berichten zufolge wurden aus der Nachtschatten (Solanum)-Sektion Solanum Pflanzen gefunden, die octoploide Chromosomensätze mit {\displaystyle 2n=8x=96} Chromosomen besitzen.

## Systematik

### Äußere Systematik
Die Nachtschattengewächse werden in die Ordnung der Nachtschattenartigen eingeordnet, wo sie eine Schwesterklade zu den Windengewächsen (Convolvulaceae) bilden. Beide Familien wiederum bilden ein monophyletisches Taxon, welches eine Schwesterklade zu den Familien Hydroleaceae, Sphenocleaceae und Montiniaceae bildet.
|  | Solanaceae     |
|  |                |
|  | Convolvulaceae |
|  |                |

|  | Sphenocleaceae                 |
|  |                                |
|  | \| \| Hydroleaceae \| \| \| \| |
|  |                                |
|  | Hydroleaceae                   |
|  |                                |

|  | Hydroleaceae |
|  |              |

|  | Sphenocleaceae                 |
|  |                                |
|  | \| \| Hydroleaceae \| \| \| \| |
|  |                                |
|  | Hydroleaceae                   |
|  |                                |

|  | Hydroleaceae |
|  |              |

|  | Solanaceae     |
|  |                |
|  | Convolvulaceae |
|  |                |

|  | Sphenocleaceae                 |
|  |                                |
|  | \| \| Hydroleaceae \| \| \| \| |
|  |                                |
|  | Hydroleaceae                   |
|  |                                |

|  | Hydroleaceae |
|  |              |

|  | Sphenocleaceae                 |
|  |                                |
|  | \| \| Hydroleaceae \| \| \| \| |
|  |                                |
|  | Hydroleaceae                   |
|  |                                |

|  | Hydroleaceae |
|  |              |

Kladogramm nach

### Innere Systematik
Die Anzahl der Gattungen innerhalb der Familie liegt bei 90 bis 100, die Angabe zur Anzahl der Arten schwankt je nach Quelle und Autor zwischen 2.300 und 9.000 bis 10.000 Arten. Eine Schätzung aus dem Jahr 2007 geht von 2716 anerkannten Arten aus.
Die letzte bis auf Art-Ebene vollständige taxonomische Darstellung der Familie wurde 1852 von Michel Félix Dunal veröffentlicht, spätere Arbeiten betrachten meist nur einen kleinen, botanisch oder regional begrenzten Teil der Familie oder sind nur bis auf Gattungs-Ebene vollständig. Neuere, phylogenetische Untersuchungen sind aufgrund der Größe der Gattung noch nicht vollständig vorhanden, so dass in Zukunft mit neuen Erkenntnissen über die Familien-Systematik und damit weiteren Änderungen gerechnet werden muss.
Die folgende Systematik orientiert sich an der Arbeit von Richard Olmstead et al. aus dem Jahr 2008, Änderungen dazu sind mit Einzelnachweisen gekennzeichnet:
- Ohne Zuordnung in eine Unterfamilie: Duckeodendron, Schizanthus
- Unterfamilie Goetzeoideae Thorne & Reveal: Coeloneurum, Espadaea, Goetzea, Henoonia, Metternichia, Tsoala
  - Tribus Benthamielleae Hunz. (evtl. auch in die Unterfamilie Cestroideae eingeordnet): Benthamiella, Combera, Pantacantha
- Unterfamilie Cestroideae Burnett:
  - Ohne Zuordnung zu einer Tribus: Protoschwenckia
  - Tribus Cestreae: Cestrum, Sessea, Vestia
  - Tribus Browallieae Hunz.: Browallia, Streptosolen
  - Tribus Salpiglossideae Benth.: Reyesia, Salpiglossis
  - Tribus Petunieae Horan.: Bouchetia, Brunfelsia, Calibrachoa, Fabiana, Hunzikeria, Leptoglossis, Nierembergia, Petunia, Plowmania
  - Tribus Schwenckieae Hunz.: Heteranthia, Melananthus, Schwenckia
  - x=12-Klade (Ohne Rang)
- Unterfamilie Nicotianoideae Miers:
  - Tribus Anthocercideae G. Don: Anthocercis, Anthotroche, Crenidium, Cyphanthera, Duboisia, Grammosolen, Symonanthus
  - Nicotiana
- Unterfamilie Solanoideae Kostel.:
  - Ohne Zuordnung zu einer Tribus: Exodeconus, Mandragora, Nicandra, Schultesianthus, Solandra
  - Atropina (Ohne Rang):
    - Tribus Hyoscyameae: Anisodus, Atropanthe, Atropa, Hyoscyamus, Physochlaina, Przewalskia, Scopolia
    - Tribus Lycieae Hunz.: Lycium (incl. Grabowskia, Phrodus)
    - Jaborosa, Latua, Nolana, Sclerophylax

  - Tribus Capsiceae D’Arcy: Capsicum, Lycianthes
  - Tribus Datureae Dumort.: Brugmansia, Datura, Iochroma cardenasianum
  - Tribus Juanulloeae Hunz.: Dyssochroma, Juanulloa, Markea (incl. Hawkesiophyton), Merinthopodium, Trianaea
  - Tribus Physaleae D’Arcy:
    - Subtribus Withaninae Bohs & Olmstead: Athenaea, Aureliana, Discopodium, Nothocestrum, Tubocapsicum, Withania (incl. Archiphysalis, Physaliastrum, Mellissia)
    - Subtribus Iochrominae Reveal: Acnistus, Dunalia, Eriolarynx, Iochroma, Saracha, Vassobia
    - Subtribus Physalinae (Miers) Hunz.: Brachistus, Calliphysalis[13], Capsicophysalis[14], Chamaesaracha, Leucophysalis, Margaranthus, Oryctes, Physalis, Quincula, Schraderanthus[14], Tzeltalia, Witheringia
    - Ohne Zuordnung zu einer Subtribus: Cuatresia, Deprea, Larnax

  - Salpichroina (ohne Rang): Nectouxia, Salpichroa
  - Tribus Solaneae Dumort.: Jaltomata, Solanum

## Inhaltsstoffe
Vor allem aufgrund der großen Anzahl und der unterschiedlichen Einsatzgebiete von Nahrungs- und Heilpflanzen innerhalb der Nachtschattengewächse wurde die Familie relativ früh in phytochemischen Arbeiten untersucht. Mit der Untersuchung neuer Arten wurden immer weitere Inhaltsstoffe gefunden, so dass die Arbeit an dieser Familie weiterhin interessant blieb und damit eine sehr große Anzahl an phytochemischen Untersuchungen zu den Nachtschattengewächsen vorliegt.
Vor allem Alkaloide und Steroide haben eine bedeutende Stellung als charakteristische sekundäre Pflanzenstoffe innerhalb der Familie.

### Alkaloide
Insgesamt wurden neun Alkaloid-Gruppen innerhalb der Familie nachgewiesen, wobei die Tropanalkaloide (Beispiel Atropin) die am meisten verbreitete Gruppe ist und in fünf Unterfamilien (Solanoideae, Cestroideae, Salpiglossoideae, Schizanthoideae und Anthoceridoideae) in mindestens 33 Gattungen auftaucht. Andere nachgewiesene Alkaloid-Gruppen sind Steroidalkaloide, Pyrrolalkaloide, Pyrazolalkaloide, Pyridinalkaloide, Imidazolalkaloide, Aliphatische Alkaloide oder alkaloide Amine und Amide, Chinolinalkaloide und Indolalkaloide.
Das bekannteste Alkaloid der Nachtschattengewächse ist das Pyridinalkaloid Nikotin aus der Tabakpflanze (Nicotiana sp.), weitere bekannte Alkaloide sind Hyoscyamin, Atropin, Scopolamin und Capsaicin.
Aufgrund der speziellen pharmakologischen Eigenschaften dieser Alkaloide wurden die Gewinnungsverfahren aus den unterschiedlichen Pflanzenteilen und die chemischen Eigenschaften der einzelnen Verbindungen in ausführlichen Übersichten beschrieben.
In der Psychiatrie des 19. Jahrhunderts spielten diese Alkaloide in verschiedenen Mischungen und Dosierungen eine wichtige Rolle als Therapeutika.

### Steroide
Die meisten Steroide der Nachtschattengewächse sind vor allem als primäre Inhaltsstoffe eingeordnet, nur wenige können zu den sekundären Inhaltsstoffen gezählt werden. Vor allem Phytosterine wie Cholesterin, β-Sitosterol, Stigmasterin und Campesterin sowie deren Glykoside und Ester, aber auch Steroidlactone in zahlreichen Varianten sind innerhalb der ganzen Familie vorhanden.
Eine der phytochemisch interessantesten Gruppen der Steroidlactone ist die der Withanolide, von denen bisher über 300 aus der Unterfamilie Solanoideae isoliert werden konnten, in allen anderen Unterfamilien jedoch kein einziges. Sie dienen der Pflanze, ähnlich wie die Alkaloide, zur Abwehr von Fressfeinden.

### Weitere Inhaltsstoffe
Charakteristisch für Nachtschattengewächse ist das Vorkommen von Cumarinen, welche auch von den Doldenblütlern bekannt sind. Cumarinfreie Arten sind innerhalb der Nachtschattengewächse nicht bekannt. Nachtschattengewächse enthalten selten größere Mengen an ätherischen Ölen, iridoide Verbindungen scheinen in der Familie nicht vorzukommen. Nachtschattengewächse bilden zwar Polyphenole, jedoch keine echten Gerbstoffe. An Flavonoiden sind mit Kaempferol und Quercetin vor allem Flavonole vorhanden, Flavone sind weniger verbreitet.

## Bedeutung für den Menschen

### Nahrungsmittel

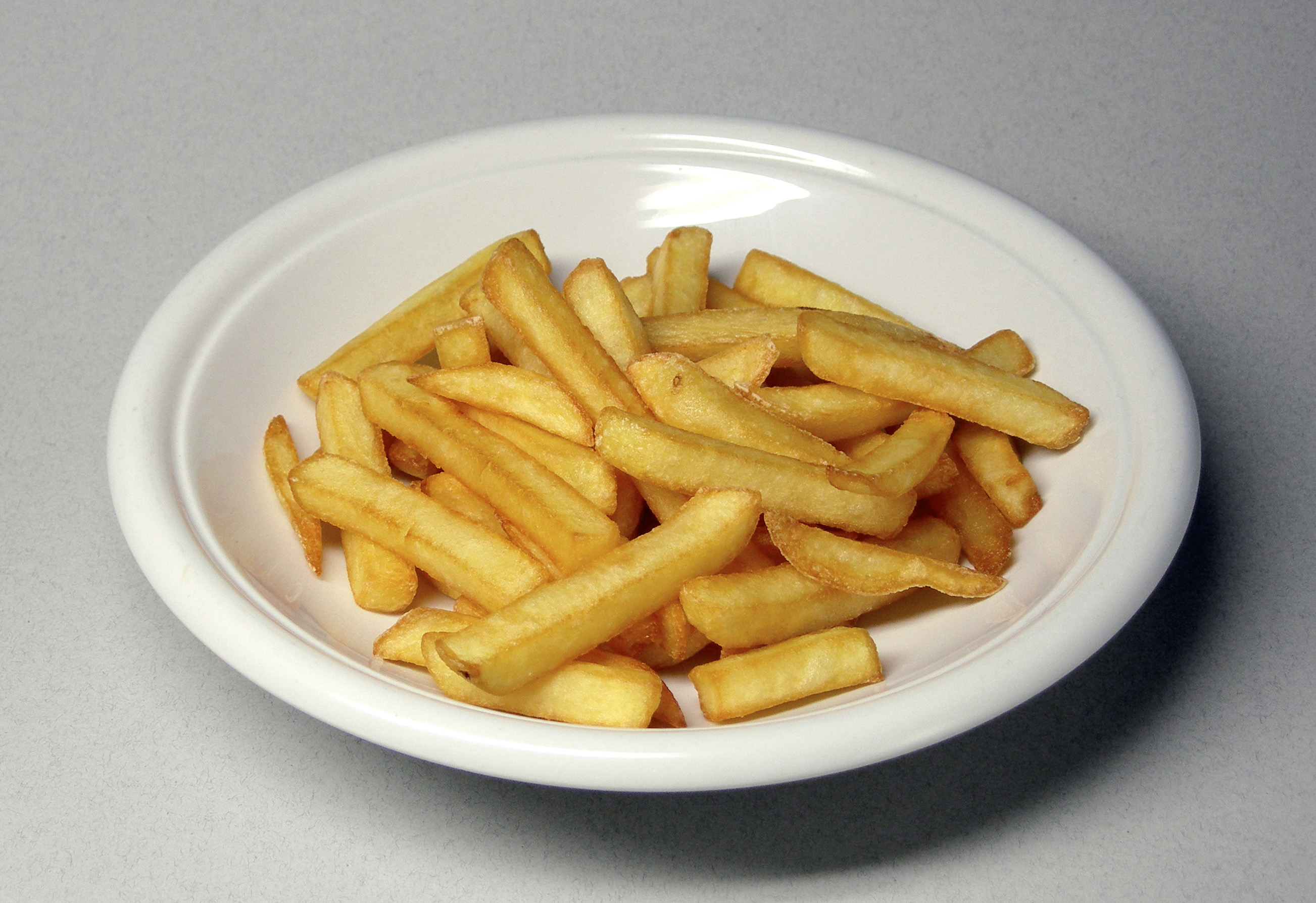
Pommes frites, eines der vielen Lebensmittel auf Grundlage der Kartoffel

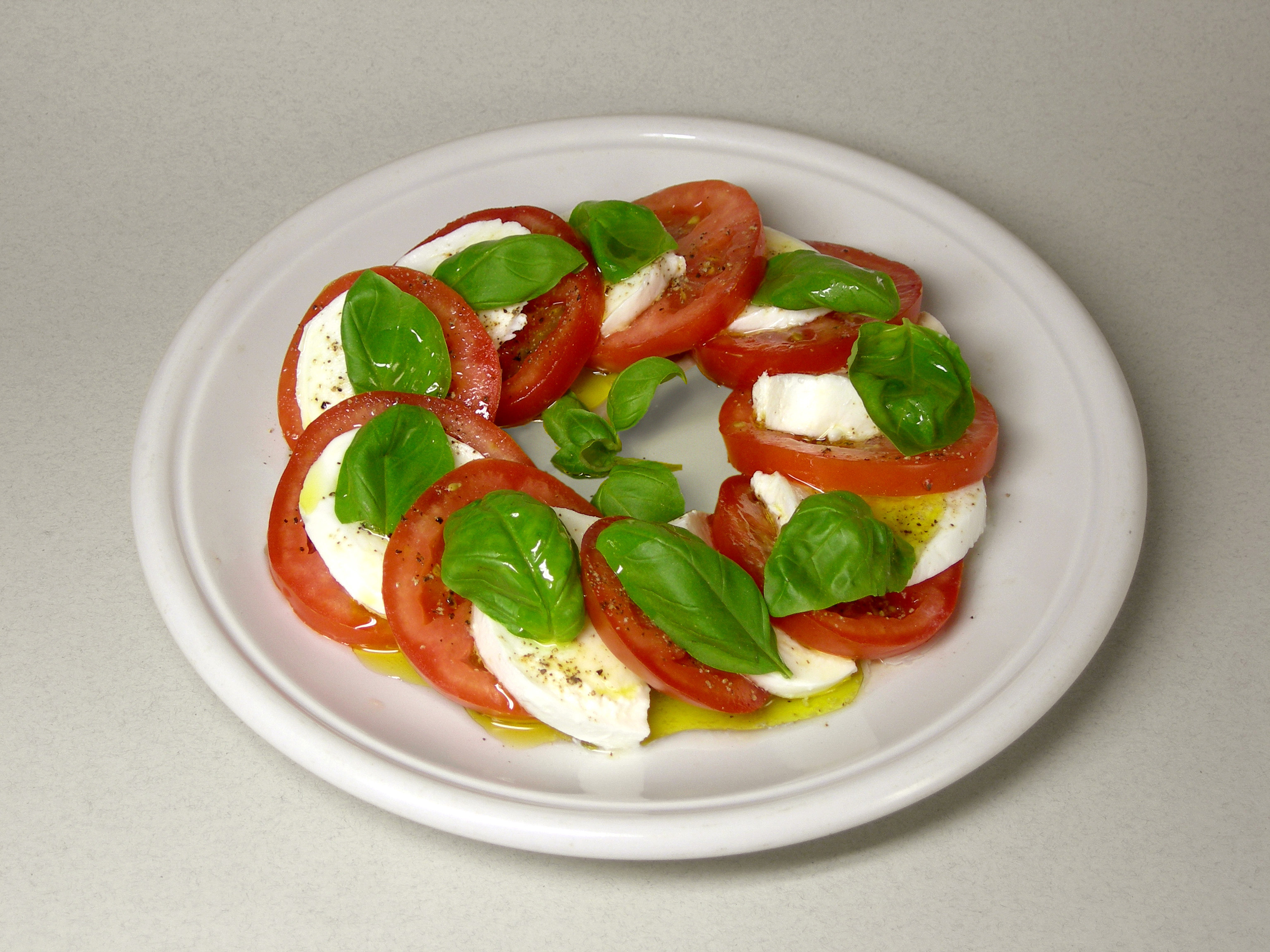
Tomaten mit Mozzarella, Basilikum und Olivenöl

Viele Nachtschattengewächse werden vom Menschen als Nahrungsmittel genutzt. Obwohl meist die Früchte geerntet werden, wird bei der wichtigsten Nahrungspflanze, der Kartoffel, ein anderer Pflanzenteil, nämlich die unter der Erde wachsende Knolle, verwendet. 2005 lag die Weltproduktion von Kartoffeln bei 324,5 Mio. Tonnen (388 Mio. Tonnen im 2017). Weitere wichtige Nahrungsmittel unter den Nachtschattengewächsen sind Tomaten mit einer Jahresproduktion von 124,7 Mio. Tonnen (2017: 182,3 Mio. Tonnen), Auberginen mit 30,8 Mio. Tonnen (2017: 52,3 Mio. Tonnen) und Paprika bzw. Chilis mit 24,7 Mio. Tonnen (2017: 36 Mio. Tonnen) frischen und 2,6 Mio. Tonnen (2017: 4,6 Mio. Tonnen) getrockneten Früchten. Alle Angaben beziehen sich auf das Jahr 2005, resp. ergänzt mit Angaben zu 2017. Während die Aubergine wahrscheinlich aus dem südlichen Asien stammt, wurden Kartoffel, Tomate und Paprika in präkolumbianischen Kulturen Mittel- und Südamerikas domestiziert.
Weitere als Nahrungspflanzen genutzte Vertreter der Familie, deren Produktionszahlen nicht an die bisher genannten heranreichen, sind einige Arten der Gattung Nachtschatten, wie Pepino, Tamarillo, Lulo, verschiedene Arten der Blasenkirschen, seltener auch Bocksdorn oder Jaltomata.
Gelegentlich wird berichtet, dass selbst als Giftpflanzen behandelte Arten als Nahrungsmittel genutzt werden. Beispielsweise werden laut verschiedenen Veröffentlichungen die Blätter und jungen Sprosse des Schwarzen Nachtschattens als Gemüse zubereitet. Oftmals wird der Giftgehalt durch mehrmaliges Kochen bzw. Zugabe von möglicherweise entgiftenden Zutaten wie Milch gemindert. Auch die reifen Früchte des Schwarzen Nachtschattens und verwandter Arten sollen gelegentlich, zum Teil nachdem sie zuvor gekocht worden sind, gegessen werden.
Die drei wichtigsten Nahrungspflanzen unter den Nachtschattengewächsen – Kartoffel, Tomate und Paprika – stammen ursprünglich aus Süd- und Mittelamerika, wo sie zum Teil schon seit mehreren tausend Jahren als Nahrung genutzt wurden. Reste von Kartoffelschalen wurden bei Ausgrabungen in Chile gefunden und auf etwa 11.000 Jahre v. Chr. datiert. Die ältesten bekannten Belege über die Kultivierung und damit Zuchtformen von Nachtschattengewächsen sind in etwa 6.000 Jahre alt und stammen von Arten des Paprika.
Der Zeitpunkt, zu dem die Aubergine über die arabische Welt nach Europa eingeführt wurde, ist nicht genau zu bestimmen. Es ist wahrscheinlich, dass die römischen und griechischen Kulturen die Pflanze noch nicht kannten, die Verwendung im arabischen Raum ist seit dem 11. Jahrhundert belegt. Die erste Beschreibung der Aubergine aus Europa stammt aus der Historia stirpium (1542) von Leonhart Fuchs, der dort bereits ihren Einsatz als Nahrungsmittel erwähnt.
Vor allem die aus Amerika eingeführten Pflanzen wurden zunächst meist als exotische Zierpflanzen gezogen, der kulinarische Wert wurde oft erst nach langer Zeit entdeckt. Jedoch erreichten in Europa vor allem die Kartoffel, aber auch die Tomate bis zum 18. Jahrhundert eine wichtige Rolle als Nahrungsmittel, so dass beide Pflanzen von europäischen Auswanderern erneut über den Atlantik gebracht wurden, um sie in Nordamerika zu kultivieren. Die gewachsene Abhängigkeit von der Kartoffel als Nahrungsmittel wurde vor allem während der Großen Hungersnot in Irland in der Mitte des 19. Jahrhunderts deutlich, die durch mehrere krankheits- und schädlingsbedingte Missernten der bis dahin üblichen Kartoffel-Monokulturen ausgelöst wurde.

### Mystische Pflanzen, Genuss- und Rauschmittel

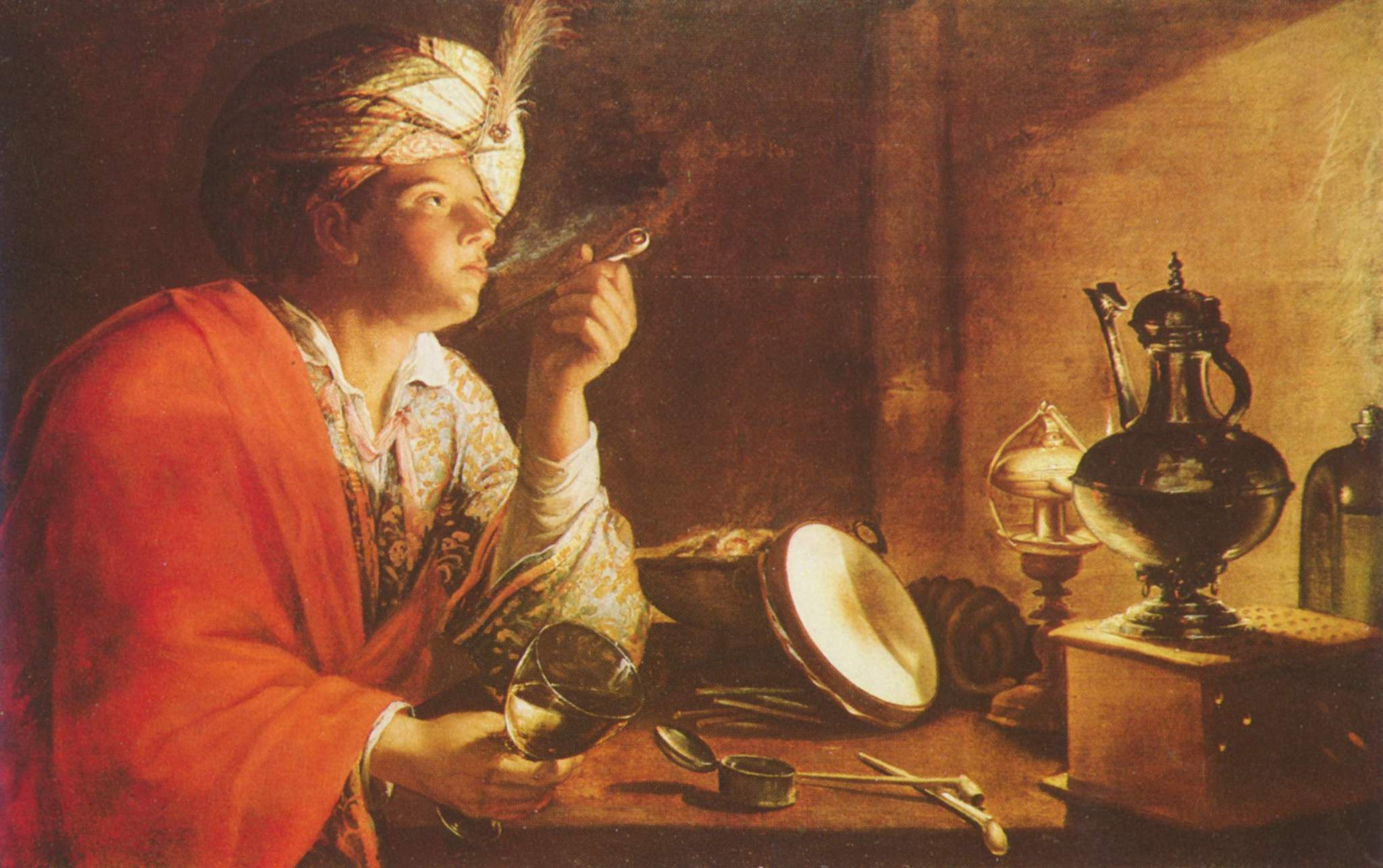
Junger Mann mit Pfeife (Michel Gobin, 17. Jahrhundert)

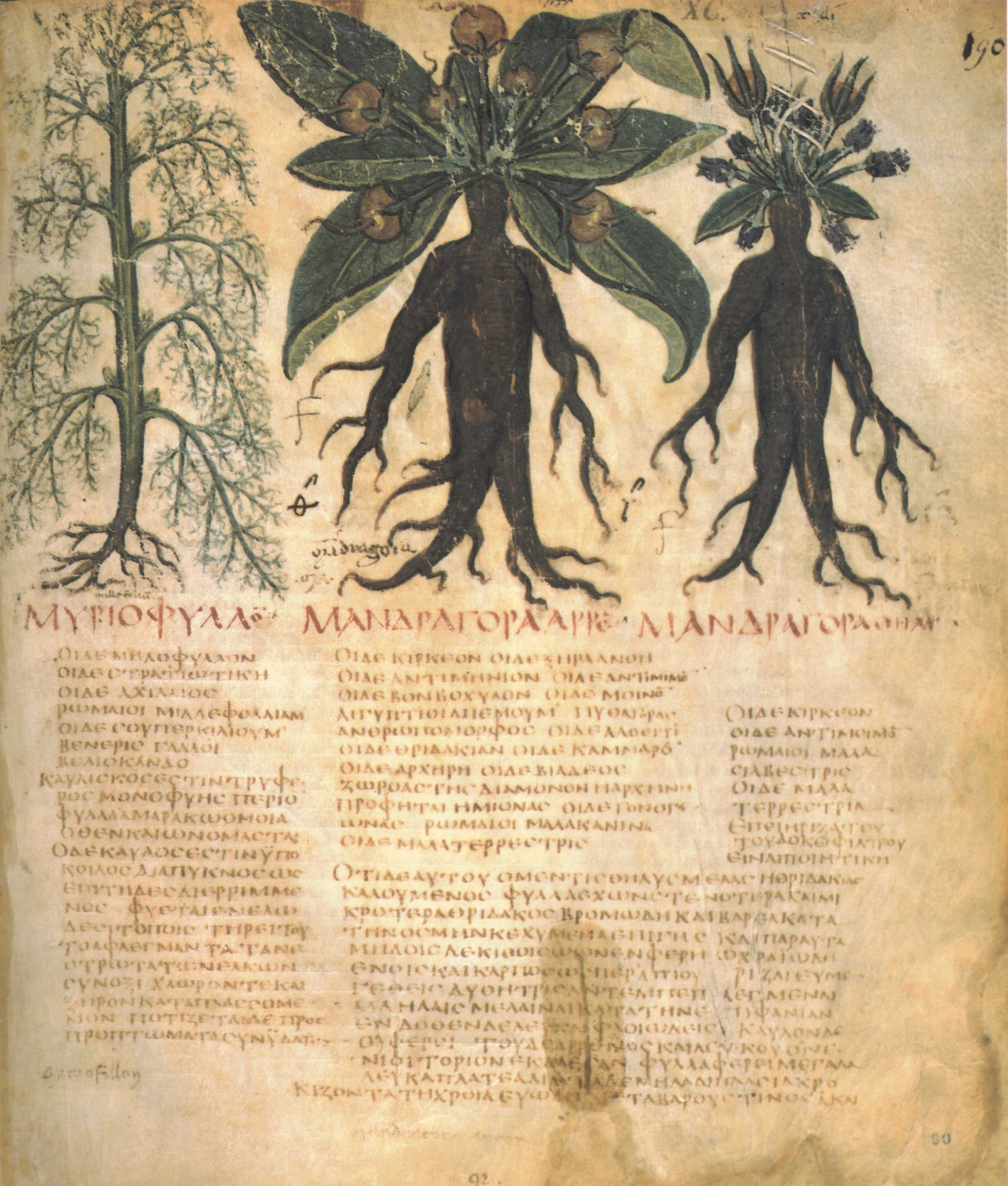
Darstellung der Alraunenwurzel als menschlicher Körper, 7. Jahrhundert

Viele der in Nachtschattengewächsen enthaltenen Alkaloide stellen einen Schutz vor Fressfeinden dar, da sie oftmals giftig sind und vor allem bei Säugetieren und dem Menschen auf das zentrale Nervensystem wirken und unter anderem Halluzinationen oder Drogenpsychosen auslösen, jedoch auch bis zum Tod führen können. Belege über den Einsatz von Nachtschattengewächsen als Rauschmittel sind schon aus den antiken Kulturen der Griechen, Römer, Araber und Hebräer bekannt, aber auch aus vielen anderen Kulturen sind Berichte über Einsatzmethoden zur Erzeugung rauschartiger Zustände überliefert.
Als Rauschmittel bekannte Nachtschattengewächse sind unter anderem die Gemeine Alraune (Mandragora officinarum), die Schwarze Tollkirsche (Atropa belladonna), das Schwarze Bilsenkraut (Hyoscyamus niger), verschiedene Stechäpfel (Datura sp.) und die Engelstrompeten (Brugmansia). Die wirtschaftlich bedeutendste Genuss- und Rauschpflanze unter den Nachtschattengewächsen ist jedoch der Tabak (Nicotiana tabacum u. a.), dessen Welternte 2005 unverarbeitet 6,6 Mio. Tonnen betrug.
Um die Rauschwirkung zu erzielen, werden verschiedene Methoden beschrieben, unter anderem Essen verschiedener Pflanzenteile, Rauchen von Blättern und Früchten, Einreiben mit Salben aus Pflanzenextrakten, Versetzen von Getränken mit Früchten und Samen.
Eine besondere Bedeutung als mystische Pflanze erhielt vor allem die Gemeine Alraune (Mandragora officinarum), deren verzweigte Pfahlwurzel oft mit der Form eines menschlichen Körpers verglichen wurde. In einer der ältesten Geschichten der Bibel, Genesis 30,14–16 , wird eine Pflanze namens dudai erwähnt, die mit hoher Wahrscheinlichkeit mit der Alraune identisch ist. Aus dem antiken Griechenland sind erste Erwähnungen der Pflanze aus der Zeit um 400 v. Chr. bekannt, Theophrastus erwähnte um 230 v. Chr. neben medizinischen Einsatzmöglichkeiten auch die Verwendung als Aphrodisiakum. Weitere Erwähnungen der Pflanze finden sich auch in Aufzeichnungen aus dem Römischen Reich, nach dessen Zusammenbruch wird die Alraune zunächst wenig erwähnt. Erst zwischen 1200 und 1600 gewinnt die Pflanze wieder an mystischer und spiritueller Bedeutung, sie wird als Talisman geschätzt. Es ranken sich jedoch zugleich diverse Mythen um die Pflanze. Oftmals wird berichtet, dass die Pflanze die Kraft besitze, Menschen zu töten, die die Wurzel ausgraben wollen. Mit der stärker werdenden Hexenverfolgung taucht die Alraune immer wieder als Zutat der sogenannten Hexensalben auf, auch andere Nachtschattengewächse wie Bilsenkraut, Stechapfel oder Tollkirsche findet man in diesem Zusammenhang.
Die Legende von Odysseus, dessen Gefährten durch die Zauberin Kirke in Schweine verwandelt werden, wird oft auf eine Gabe von Bilsenkraut (Hyoscyamus) und die dadurch hervorgerufenen Halluzinationen zurückgeführt. Das Bilsenkraut wird auch als Zugabe zu Bädern in mittelalterlichen Badestuben aufgeführt, um dort die Freizügigkeit zu fördern. Weiterhin wurden die Samen auch als Zusatz zu Bier verwendet. Oftmals wurde dies verboten, beispielsweise durch eine Polizeiordnung von 1507 aus Eichstätt oder das bayrische Reinheitsgebot von 1516. Weitere Berühmtheit erlangte das Bilsenkraut durch den Mordprozess aus dem Jahr 1910 gegen Hawley Crippen, der seine Ehefrau mit Hyoscin, dem giftigen Alkaloid der Pflanze, umbrachte. Besondere Beachtung erlangte der Fall zum einen dadurch, dass die Verhaftung Crippens möglich gemacht wurde, indem erstmals die Kommunikation per Telegramm zwischen Europa und Amerika für diese Zwecke benutzt wurde. Andererseits gilt die Ermittlung und Beweisführung vor Gericht als erster Einsatz der forensischen Medizin: Der Toxikologe William Willcox extrahierte aus dem Mageninhalt, dem Darm, den Nieren und der Leber der Leiche das Alkaloid, das zur Vergiftung führte, und konnte anhand des Schmelzpunktes nachweisen, dass es sich dabei um Hyoscin handelte.
Ende der 1990er Jahre wurde bei Untersuchungen des Drogenkonsumverhaltens Jugendlicher eine verstärkte Einnahme pflanzlicher Halluzinogene festgestellt. Dabei wurden den Umfrageergebnissen zufolge pflanzliche „Modedrogen“ der 1970er Jahre, wie der Peyote-Kaktus oder Ayahuasca, kaum noch verwendet. Es wurde jedoch neben verstärkter Verwendung verschiedener psychoaktiver Pilze (z. B. Psilocybe sp.) eine Zunahme des Konsums von Nachtschattengewächsen wie Engelstrompeten und Stechapfel festgestellt. Von den Konsumenten werden diese Rauschmittel fälschlicherweise oft als ungefährlich eingestuft.

### Einsatz in der Medizin
Die Entwicklung der medizinischen Nutzung der Nachtschattengewächse ist eng mit der Geschichte als Rauschmittel verbunden, oftmals lässt sich die historisch belegte Verwendung schlecht in eine der Kategorien einordnen. Eine erste belegte rein medizinische Verwendung der Nachtschattengewächse stammt aus dem ersten Jahrhundert n. Chr. vom griechischen Arzt Dioskurides, der beschreibt, wie mit Alraunenwurzel versetzter süßer Wein zur Narkose von Patienten vor chirurgischen Eingriffen benutzt wird. Viele Nachtschattengewächse sind in verschiedenen Kulturen in der Volksmedizin bekannt, beispielsweise wird Bilsenkraut zur Schmerzbekämpfung, bei Keuchhusten, Geschwüren oder Unterleibsentzündungen eingesetzt. Zur Verwendung des Schwarzen Nachtschatten (Solanum nigrum) und verwandter Arten gibt es fast weltweit Belege als Mittel gegen verschiedene Erkrankungen, vor allem gegen Fieber und Entzündungen des Verdauungstraktes. In Brasilien gilt die Dama da Noite (Cestrum laevigatum) nicht nur als Rauschmittel, sondern auch als Antiseptikum, Sedativum, Emolliens (Linderungsmittel) und Leberstimulans. Lange Zeit galt auch das Verbrennen und Einatmen des Rauches von Datura-Blättern als Mittel gegen Asthma.
Bekanntestes aktuelles Einsatzgebiet der Nachtschattengewächse ist die Verwendung von aus Paprika (Capsicum) gewonnenen Capsaicin-Extrakten zur Durchblutungsförderung unter anderem bei Rheuma. Obwohl der Name des ABC-Pflasters noch auf den Inhaltsstoff Belladonna (Tollkirsche (Atropa belladonna, Atropin enthaltend)) hinweist, wird dieser heute nicht mehr verwendet. Jedoch werden Extrakte aus der Tollkirsche in der Augenheilkunde zur Pupillenerweiterung und bei Magen-Darm-Erkrankungen verwendet. Weiterhin werden Extrakte aus den Samen des Stechapfels gegen Asthma, Extrakte aus dem Bittersüßen Nachtschatten (Solanum dulcamara) gegen Ekzeme und Rheuma sowie das Nikotin verschiedener Tabake zur Entwöhnung von Rauchern beispielsweise mit Nikotinpflastern oder -kaugummis verwendet. Kartoffelstärke wird als Zusatz zu medizinischen Pudern gebraucht. Das Bilsenkraut hat heute nur noch selten Bedeutung in der Medizin, Extrakte sind nur noch in wenigen Asthmamitteln und Salben zu finden.

### Zierpflanze

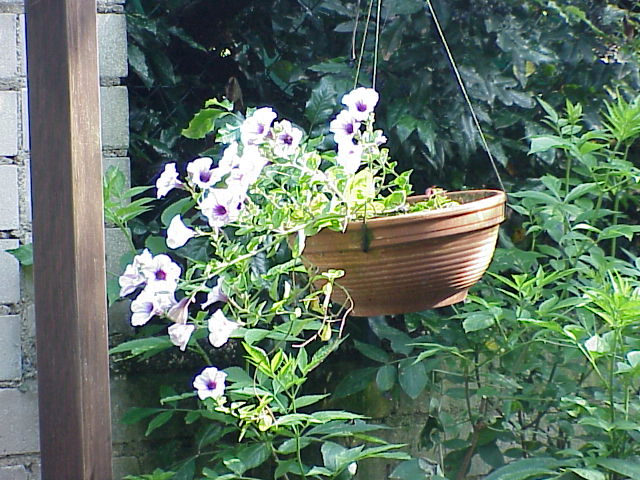
Petunien-Hybriden (Petunia) als Ampelpflanze

Durch die meist zahlreichen und vielfarbigen, zum Teil auch ungewöhnlich geformten Blüten der Nachtschattengewächse werden viele Vertreter der Familie als Zierpflanzen geschätzt. Verschiedene Hybriden der Petunien wie die Surfinia-Petunien zählen zu den beliebtesten und wirtschaftlich bedeutendsten Balkonblumen, Engelstrompeten werden aufgrund ihrer außergewöhnlich großen Blüten in Kübeln gezogen. Als Ziertabak bezeichnete Arten und Hybriden des Tabaks zeichnen sich durch auffällige, stark duftende Blüten in verschiedenen Farben aus. In den letzten Jahren wurde Lycianthes rantonnei, auch Enzianstrauch oder Kartoffelbaum genannt, durch seine vielen dunkelblauen Blüten als Kübelpflanze sehr beliebt. Verschiedene buntblühende Büsche, beispielsweise aus den Gattungen Bocksdorne oder Spaltblumen (Schizanthus), werden gerade in wärmeren Lagen zur Grünflächengestaltung genutzt. Aber auch wegen der dekorativ aussehenden Früchte einiger Nachtschattengewächse werden diese in Zierformen gezogen, beispielsweise die Lampionblume (Physalis alkegengi), verschiedene Züchtungen des Paprika, der Korallenstrauch (Solanum pseudocapsicum) oder die Kuheuterpflanze (Solanum mammosum).